# Terzo sesso

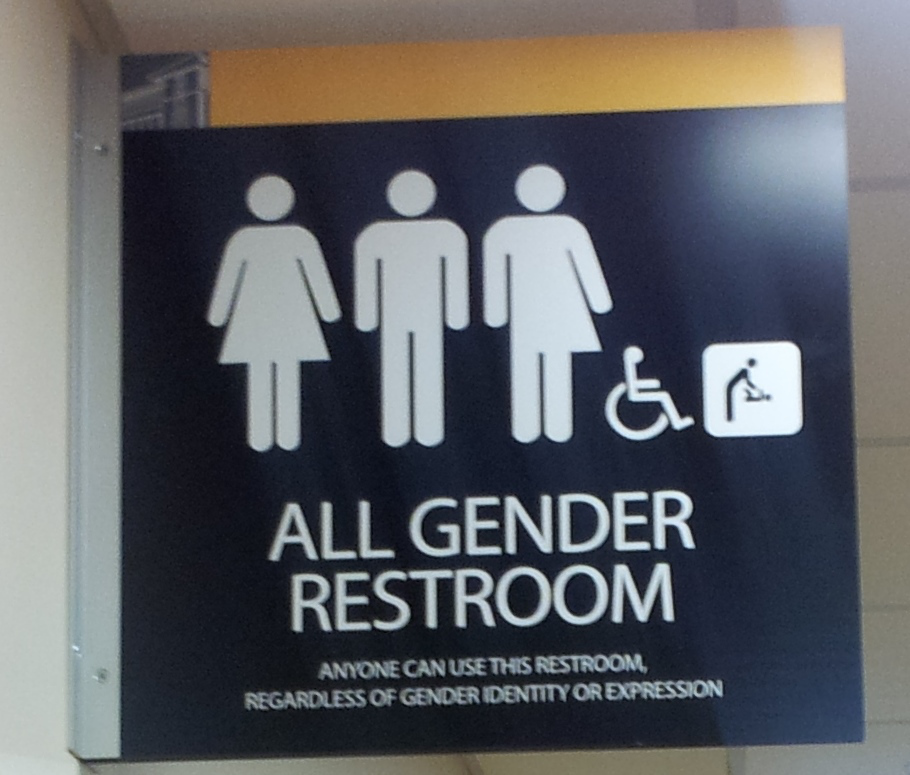
Pittogramma di una stanza da bagno per tutti i generi (WC unisex) presso la Metropolitan State University dell'Area metropolitana di Minneapolis-Saint Paul. Installato nel dicembre del 2015 la didascalia recita: "Chiunque può utilizzare questo bagno, indipendentemente dall'espressione o dall'identità di genere".

Quello di terzo genere o terzo sesso è un concetto per cui il singolo individuo viene sottoposto ad una categorizzazione – sia da sé stesso che dall'intero sistema sociale di appartenenza – in quanto non è né uomo/maschio né donna/femmina: indica pertanto chi non si riconosce nel binarismo di genere. Si tratta in ogni caso di una categoria presente anche in strutture sociali che riconoscono tre o più generi. Il termine "terzo" è solitamente inteso come "altro"; alcuni studiosi e ricercatori di antropologia culturale e sociologia hanno descritto il 4º, il 5º e "alcuni" generi.
La biologia determina se il sesso, l'eterosoma cromosomico e l'apparato genitale dell'anatomia di un uomo è maschile, femminile o una delle rare variazioni (Disorders of sex development-DSD) di questo dimorfismo sessuale il quale può creare un grado di ambiguità noto come intersessualità; tuttavia lo stato di identificazione personale come – o essere identificato dalla società come – un uomo, una donna o altro, viene solitamente definito anche dall'identità di genere dell'individuo e dal ruolo di genere assunto nella particolare cultura in cui si trovano a vivere. Non tutte le culture umane posseggono ruoli di genere strettamente definiti.
Nelle diverse culture un 3º o anche un 4º genere può rappresentare cose molto diverse tra loro. Per i nativi delle Hawaii e di Tahiti, quello denominato Māhū è uno stadio intermedio tra uomo e donna, ovverosia una "persona di genere indeterminato". La tradizionale figura del "Diné" tra i Navajo degli Stati Uniti sud-occidentali si vede riconosciuta in almeno 4 generi: donna femminile, donna maschile, uomo femminile e uomo maschile. Il termine "terzo genere" è stato anche usato per descrivere gli Hijra dell'India e del Pakistan i quali hanno acquisito la propria identità di genere come legalmente riconosciuta, i fa'afafine della Polinesia e le "vergini giurate" (burrnesh) dell'Albania.
Pur rinvenendosi in un certo numero di culture non occidentali i concetti di "terzo", "quarto" e "alcuni" ruoli di genere sono ancora in qualche modo nuovi alla cultura occidentale tradizionale e al pensiero concettuale. È altamente probabile che il concetto venga abbracciato nella moderna subcultura LGBT o Queer, o nelle culture delle minoranze etniche che esistono all'interno di grandi comunità occidentali come quelle dei nativi americani degli Stati Uniti d'America i quali hanno ruoli di genere assegnati per i "Two Spirit" (gli aventi una "doppia spiritualità").
Mentre gli studiosi occidentali mainstream, in particolare gli antropologi che hanno cercato di scrivere sulle persone "di genere" del nativo americano e dell'Asia meridionale, hanno spesso cercato di comprendere il termine "terzo genere" esclusivamente nella lingua dei moderni movimento LGBT e comunità gay; altri invero – specialmente di origini indigene – non mancano di sottolineare che la loro mancanza di comprensione e contesto culturale ha portato a diffuse e false dichiarazioni di persone di "genere terzo".

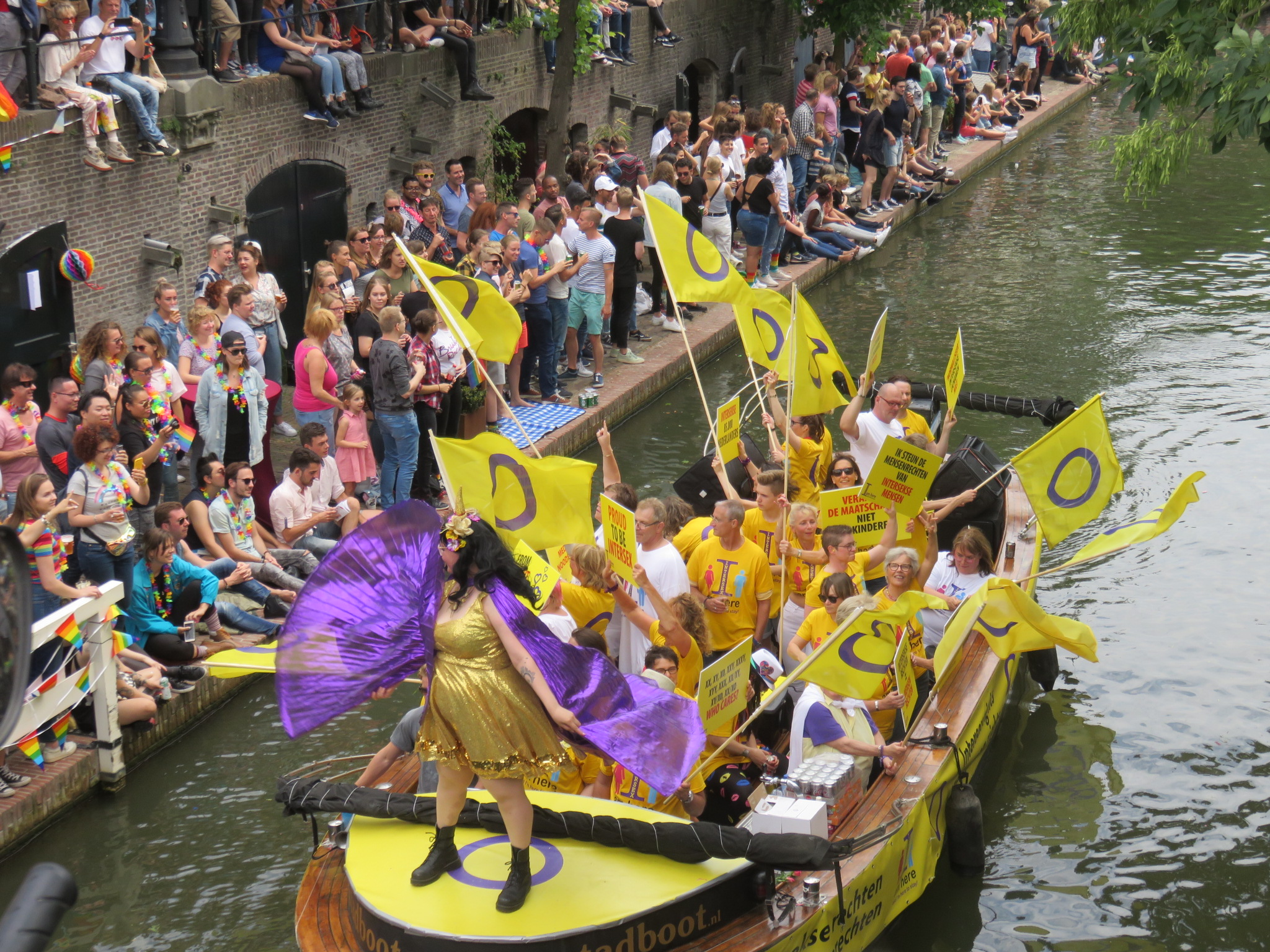
"intersexboat" al Gay pride di Utrecht nel 2018.

## Sesso e genere

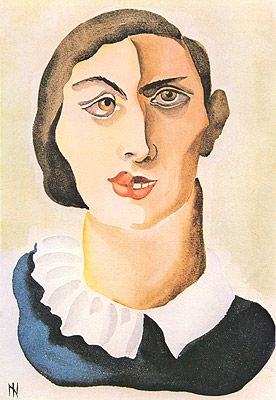
L'Androgino in un dipinto di Ismael Nery

Almeno sin dagli anni 1970 gli studiosi di antropologia hanno descritto certune "categorie di genere" presenti in alcune culture della tradizione che non potevano adeguatamente spiegare utilizzando un quadro predeterminato sui due generi uomo-donna. Allo stesso tempo le militanti del femminismo hanno iniziato a segnalare una distinzione esistente tra sesso biologico e genere socio/psicologico.
I teorici contemporanei degli studi di genere solitamente sostengono che un sistema di genere predefinito e predeterminato come binario non è né innato né universale; un ruolo di genere/sessuale che riconosca solo le conseguenti due norme sociali (il maschio e la femmina) è stato quindi etichettato come "eteronormatività".
L'antropologo Michael G. Peletz crede che le nostre nozioni sui diversi tipi di genere (inclusi gli atteggiamenti verso il terzo genere) influenzino profondamente le nostre vite e riflettano pertanto anche i nostri "sistemi di valore" (vedi sistema di genere) entro la specifica società in cui ci troviamo a risiedere. Nel suo libro intitolato Gender, Sexuality, and Body Politics in Modern Asia descrive la cosa nella maniera seguente:

### Persone intersessuali e terzo genere

Simbologia LGBT: la bandiera dell'orgoglio intersessuale.

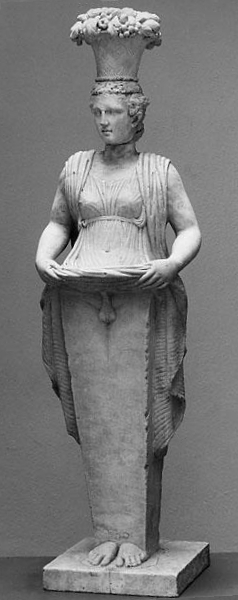
Erma di Afrodito.

Le persone intersessuali sono nate con caratteristiche sessuali come cromosoma, gonadi o apparato genitale che, secondo l'Alto commissariato delle Nazioni Unite per i diritti umani "non si adattano alle tipiche nozioni di binarismo di genere dei corpi maschili o femminili".
Una netta distinzione tra sesso e genere non è però universale e la descrizione fatta da Peletz sul genere come designazione di variazioni biologiche e pratiche culturali non è unica né univocamente accettata; in uno studio condotto sugli argomenti secondo cui le persone intersessuali rientrano in una terza classificazione di genere, il ricercatore intersessuale canadese Morgan Holmes sostiene che l'analisi di un terzo sesso o di un terzo genere risulterebbe essere alla fin fine altamente semplicistica:
Proprio come le persone non intersessuali anche alcuni individui che invece lo sono potrebbero non identificarsi come esclusivamente femminili o esclusivamente maschili, ma la maggior parte in ogni caso sembrano/appaiono essere o uomini o donne; una revisione clinica suggerisce che tra l'8,5 e il 20% delle persone con condizioni di intersessualità può manifestare una più o meno accentuata disforia di genere.
La ricerca della sociologia in Australia – un paese che adotta una 3ª classificazione (il sesso "X") – mostra che il 19% di coloro che sono nati con un sesso atipico presenta caratteristiche selezionate con un'opzione "X" o "altro"; mentre il 52% sono donne; il 23% uomini ed il restante 6% "non sa/non è sicuro". Si ritiene che Alex MacFarlane sia stata la prima persona australiana ad ottenere un certificato di nascita il quale registra il sesso come "indeterminato" ed il primo passaporto australiano con un marcatore di sesso "X" nel 2003.
Il terzo International Intersex Forum tenutosi tra novembre e dicembre del 2013 ha espresso per la prima volta esplicite dichiarazioni inerenti alla registrazione di sesso e genere:
L'Asia Pacific Forum delle istituzioni nazionali per i diritti umani afferma che il riconoscimento legale delle persone intersessuali riguarda:
1. in primo luogo l'accesso agli stessi diritti degli altri uomini o donne, se assegnati a uomini o donne;
2. in secondo luogo l'accesso alle correzioni amministrative nei documenti legali quando un'assegnazione sessuale originale non risulta poi essere più del tutto appropriata;
3. ed in terzo luogo non si tratta della creazione di una terza classificazione di genere o sesso per le persone intersessuali come una popolazione, ma è, invece, fondata sul principio dell'autodeterminazione[36].

Nel marzo del 2017 una dichiarazione della comunità intersessuale australiana e di Aotearoa/Nuova Zelanda ha chiesto di porre termine alla classificazione legale del sesso, affermando che le terze classificazioni legali – proprio come quelle esclusivamente binarie – erano basate sulla violenza strutturale e non rispettavano quindi la diversità come un "diritto all'autodeterminazione". Richiedeva infine anche la criminalizzazione degli interventi medici invasivi condotti sulle persone intersessuali (Intersex medical interventions).

### Persone transgender e terzo genere
Il genere e la sua rappresentazione/accettazione può essere organizzato in una modalità differente in strutture culturali diverse; in alcuni sistemi culturali non appartenenti alla convenzionale civiltà occidentale il genere non è binario e si può pertanto attraversare liberamente tra i suoi due poli maschile/femminile.

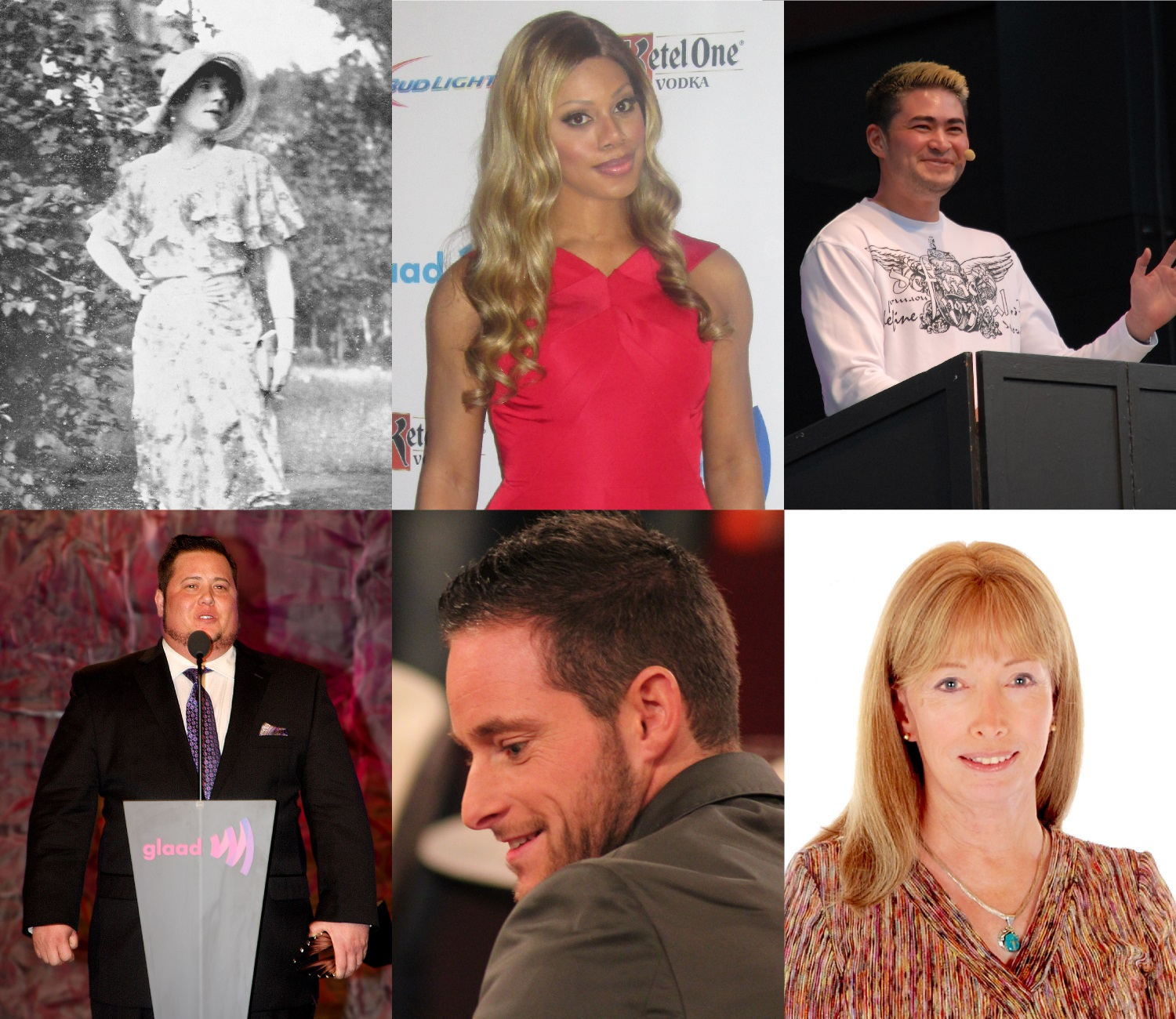
Collage di persone transgender. Da sinistra a destra e dall'alto in basso rispettivamente: Lili Elbe, Laverne Cox, Thomas Beatie, Chaz Bono, Balian Buschbaum e Lynn Conway.

Questo è un punto di vista prospettico inteso come un tentativo di mediazione tra il grande spirito universale e i mondi umani/terreni, viene perciò considerato in maniera estremamente positiva ed è quasi riverito in molte delle culture tradizionali orientali; mentre in quella occidentale le persone che non si conformano agli ideali eteronormativi sono spesso considerate malate, disordinate o insufficientemente formate.
Per gli indigeni Māhū delle Hawaii si tratta di uno stato intermedio tra uomo e donna, ovvero essere una "persona di sesso/genere indeterminato"; mentre i Navajo-Dineh degli Stati Uniti sud-occidentali riconoscono ben quattro generi: la donna femminile, la donna mascolina, l'uomo effeminato ed infine anche l'uomo caratterizzato da mascolinità.
Il termine "terzo genere" è stato anche utilizzato per descrivere gli Hijra dell'Asia meridionale i quali hanno acquisito una propria identità di genere legalmente riconosciuta, i fa'afafine della Polinesia e le "vergini giurate" (burrnesh) della penisola balcanica (soprattutto in Albania).
In vaste aree dell'Africa subsahariana una donna può essere riconosciuta come un "marito-donna" la quale gode pertanto di tutti i diritti e il privilegio assegnati agli uomini ed è di conseguenza pienamente accettata come tale, ma la cui femminilità – anche se non riconosciuta apertamente – non viene però neppure mai completamente cancellata.

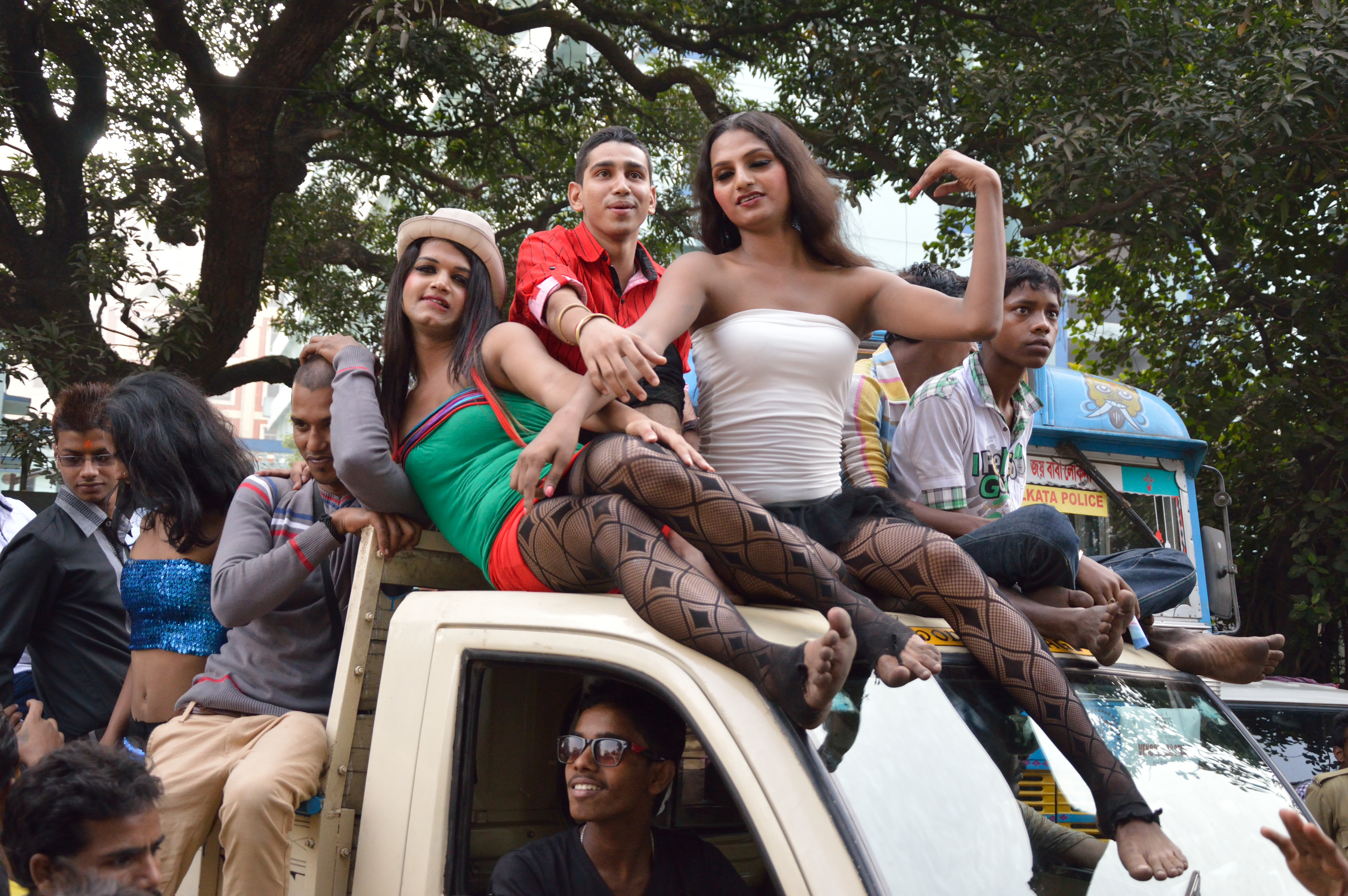
Hijra attorniati/e da un gruppo di giovani maschi indiani.

Gli Hijra del subcontinente indiano sono uno dei gruppi di subcultura maggiormente riconosciuti e socialmente accettati in quanto esseri esemplari di "terzo genere"; questo fatto può anche rappresentare il risultato della nozione di reincarnazione la quale riduce non solamente la categorizzazione di genere; ma anche lo stesso sesso e la razza, consentendone una classificazione assai più fluida e mutevole.
Si possono rinvenire inoltre innumerevoli altre culture in cui il terzo genere è visto come un "essere intermedio" piuttosto che come un "movimento" o "transizione" da un sesso convenzionale all'altro, da maschio a femmina o viceversa (vedi MtF e FtM).
In uno studio condotto sulla popolazione che negli Stati Uniti d'America si riteneva essere come membro di un terzo genere la ricercatrice Ingrid M. Sell ha scoperto che nella generalità dei casi i soggetti presi in esame si sentivano già totalmente "diversi dagli altri" fin dall'età di 5 anni. A causa della forte e costante pressione socio-culturale subita sia dai coetanei che dai genitori e dagli adulti, quelli che crescevano con le apparenze più ambigue avevano l'infanzia e le difficoltà maggiormente problematiche quando infine giungevano ad un'età più avanzata.

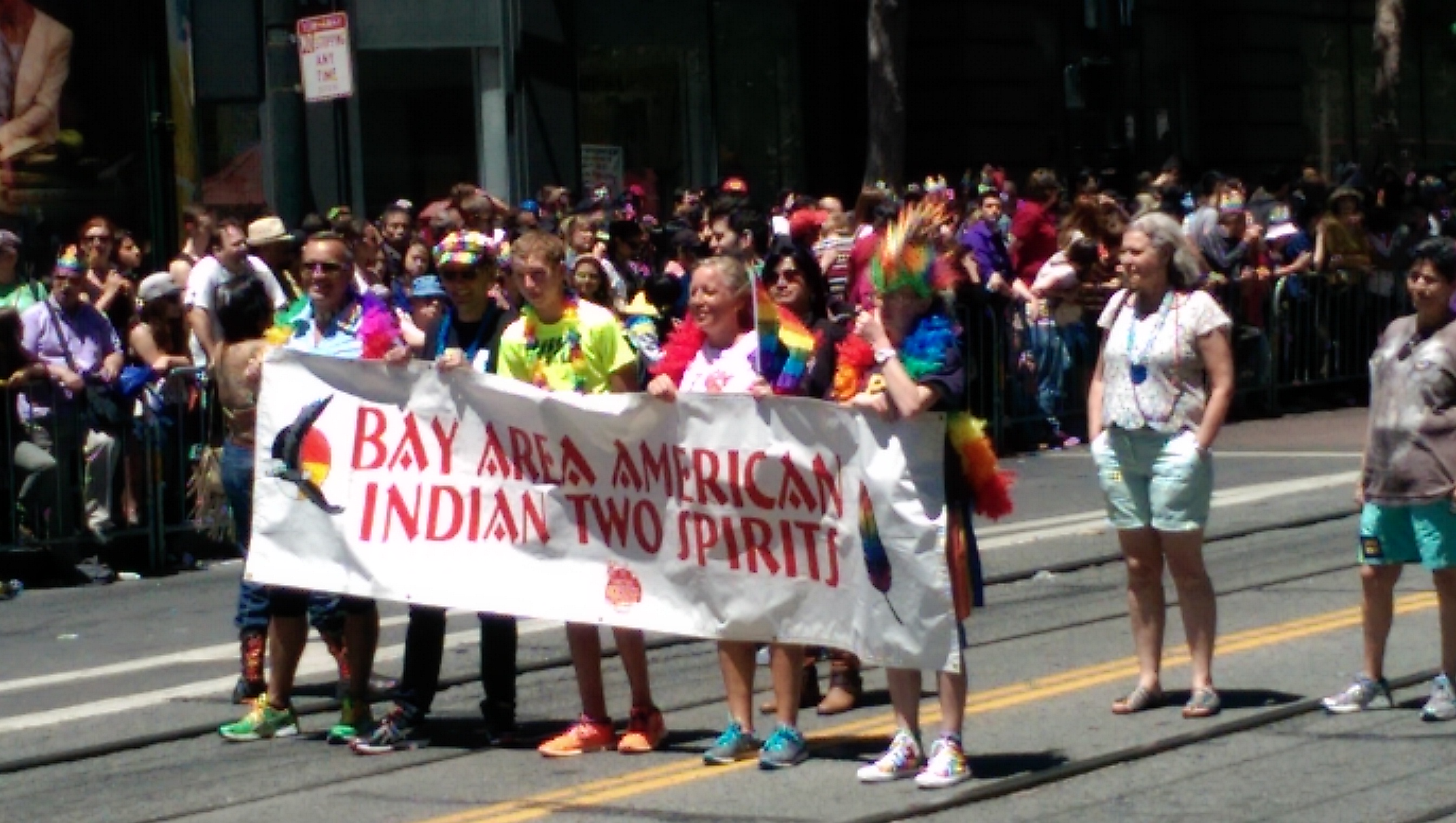
Contingente Two Spirit dei nativi americani al Gay pride di San Francisco nel 2014.

Sell ha anche rinvenuto alcune significative somiglianze tra il terzo genere dell'Est e quello dell'Ovest. Quasi la metà degli intervistati erano guaritori o comunque attivi nell'ambito della professione medica; la maggioranza di loro, sempre come le loro controparti orientali, era dotata di una vena abbastanza artistica da consentirgli di guadagnarsi da vivere con le proprie capacità.
La capacità di mediare tra uomini e donne era un'abilità comune e spesso si pensava che il terzo genere possedesse una prospettiva insolitamente ampia e la capacità di comprendere entrambe le parti; un risultato notevole dello studio di Sell è che il 93% dei terzi sessi intervistati, sempre come le loro controparti orientali, riportava abilità di tipo "paranormale".
A partire dagli inizi del XXI secolo alcune società occidentali hanno iniziato a riconoscere le identità di genere o il genere non-binario; alcuni anni dopo A. MacFarlane anche il suo connazionale Norrie May-Welby è stato riconosciuto come avente uno status "non specificato". Nel 2016 una corte giudiziaria del circuito dell'Oregon ha stabilito che un suo residente, Jamie Shupe, potrebbe cambiare legalmente il suo genere in "non-binario".

Simbologia LGBT: la bandiera dell'orgoglio transgender.

Le Open Society Foundations hanno pubblicato un rapporto intitolato License to Be Yourself nel maggio del 2014 il quale documenta "alcune delle leggi e delle politiche più progressiste e basate sui diritti che consentono alle persone Trans* di cambiare la loro identità di genere sui documenti ufficiali"; esso commenta il riconoscimento delle terze classificazioni affermando:
Lo stesso documento cita anche l'attivista argentino Mauro Cabral di Global Action for Trans Equality (GATE):

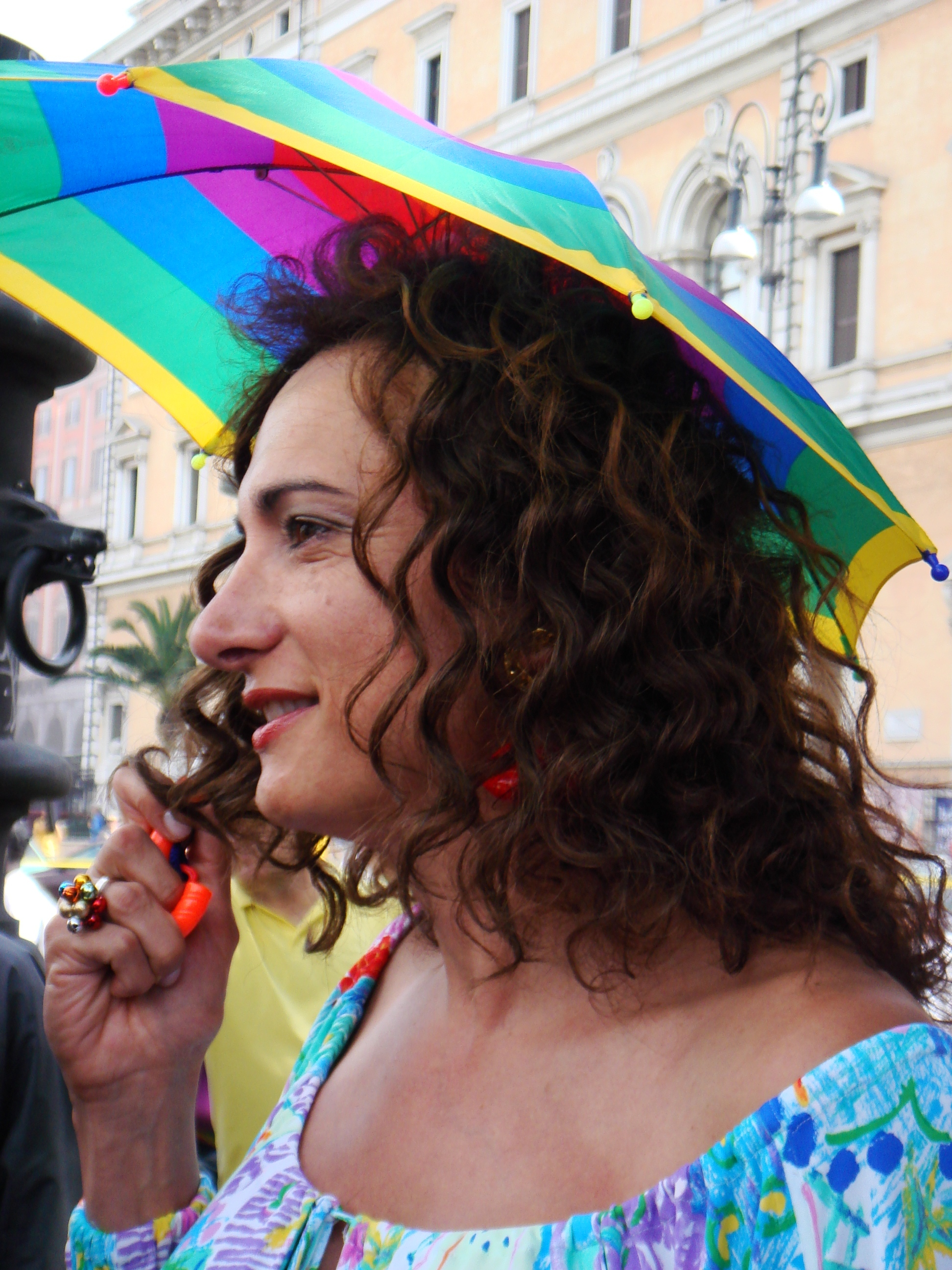
Vladimir Luxuria al Gay pride di Roma nel 2008.

Il rapporto conclude asserendo che due o tre opzioni risultano essere del tutto insufficienti: "Un approccio più inclusivo sarebbe quello di aumentare le opzioni che hanno le persone di auto-definire il loro sesso e identità di genere".

### Terzo genere e orientamento sessuale
Prima della rivoluzione sessuale avviata dalla controcultura degli anni 1960 non esisteva un vocabolario comune non derogatorio per il non-eterosessuale; alcuni termini come quello di terzo sesso risalgono esattamente ad un secolo prima.
Uno di questi termini, Uranismo, cominciò a venire utilizzato nella seconda metà del XIX secolo da una persona la quale si considerava appartenere ad un "terzo sesso", in origine qualcuno con "una psiche femminile intrappolata in un corpo maschile" e che è sessualmente attratto dagli uomini. La sua definizione è stata in seguito estesa per definire anche le lesbiche aventi una varianza di genere e tutta una serie di altre tipologie sessuali.

Si ritiene ch'esso sia un adattamento in lingua inglese della parola della lingua tedesca Urning, che fu pubblicata per la prima volta dall'attivista Karl Heinrich Ulrichs (1825-95) in una serie di cinque libriccini (tra il 1864 e il 1865) i quali a seguire saranno raccolti sotto il titolo di Forschungen über das Räthsel der mannmännlichen Liebe ("Ricerca attorno all'enigma dell'amore tra uomo e uomo"). Ulrich sviluppò la sua terminologia precedentemente al primo uso pubblico del termine "omosessualità", che apparve nel 1869 in un opuscolo pubblicato anonimamente da Karl-Maria Kertbeny (1824-82).

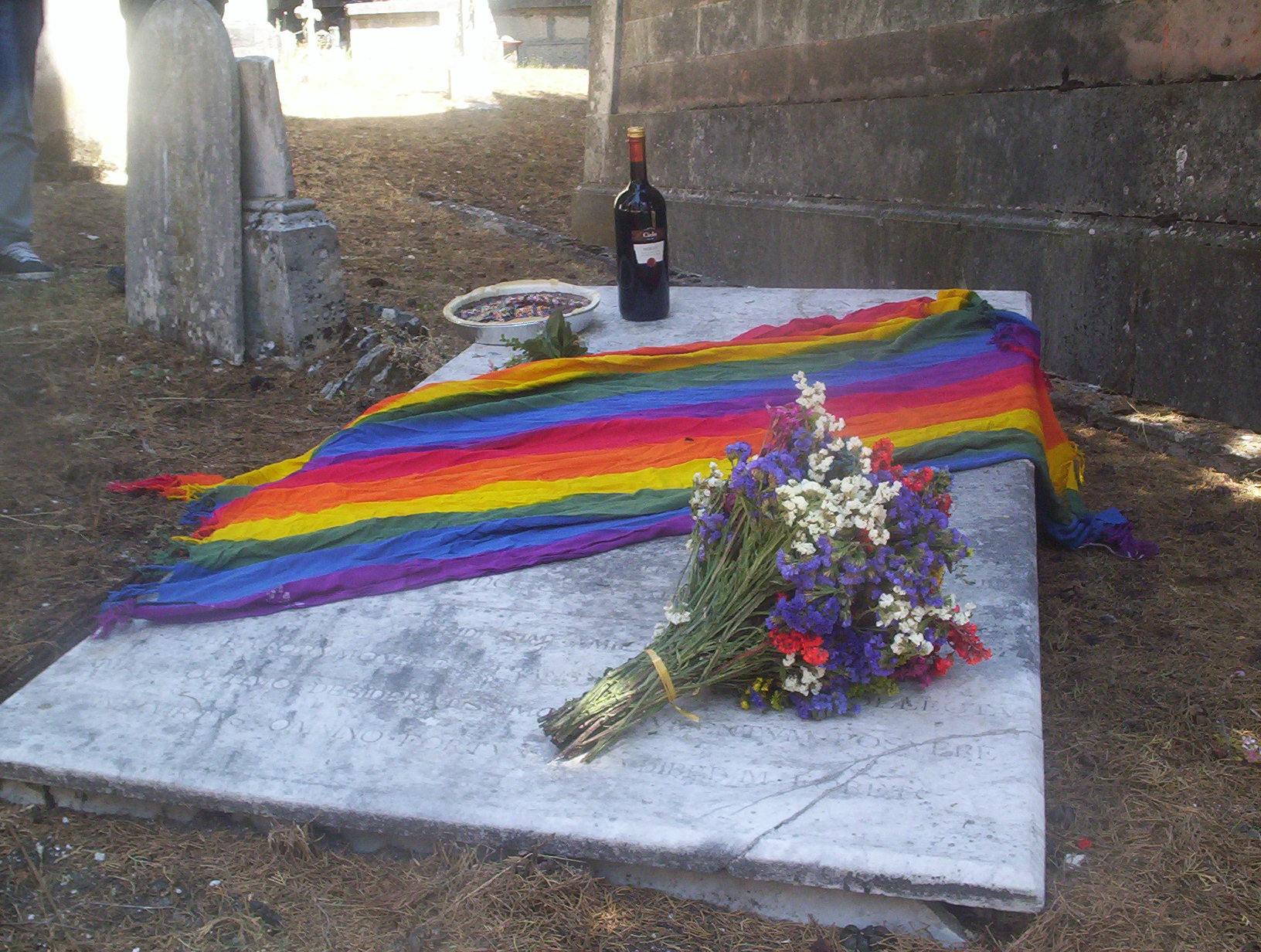
Celebrazione del genetliaco di Karl Heinrich Ulrichs a L'Aquila, ove si trova sepolto. Fu il creatore dei termini uranismo e terzo sesso.

La parola Uranian (Urning) – da cui uranismo e poeti uranisti – fu quindi coniata da Ulrichs derivandola a partire dall'epiteto dato alla Dea della religione dell'antica Grecia Afrodite Urania (cioè "celestiale", "paradisiaca") la quale venne creata – secondo la mitologia greca – dai testicoli del dio Urano. Essa viene quindi indicata nel Simposio di Platone come la divinità che protegge gli amori omosessuali.
La sua figura rappresentava pertanto l'omoerotismo; mentre la sua controparte Afrodite Dionea (Dioning) raffigurava invece l'eterosessualità (l'amore più basso e terreno). L'attivista lesbica Anna Rüling ha quindi utilizzato il termine già nel titolo di un suo discorso pronunciato nel 1904: "Quale interesse si trova ad avere il movimento per i diritti delle donne nella risoluzione della questione omosessuale?".
Secondo l'opinione espressa da alcuni studiosi l'Occidente sta cercando di reinterpretare e ridefinire antiche identità di terzo genere per adattarsi al concetto occidentale di orientamento sessuale. In Redefining Fa'afafine: Western Discourses and the Construction of Transgenderism in Samoa l'autrice Johanna Schmidt sostiene che i tentativi messi in atto dagli occidentali di reinterpretare la figura del fa'afafine – il terzo genere presente e pienamente accettato nella cultura delle isole Samoa – fanno sì che abbia più a che fare con l'orientamento sessuale piuttosto che con il genere. Sostiene anche che questo stia effettivamente cambiando la natura di "fa'afafine" rendendolo sempre più "omosessuale".
Un fa'afafine samoano ha commentato a questo proposito: "Mi piacerebbe tanto seguire un master universitario con la presentazione di un documento sull'omosessualità dal punto di vista samoano il quale potrebbe venire scritto per scopi altamente educativi, in quanto credo che alcune delle cose che sono state scritte su di noi siano realmente del tutto sbagliate".

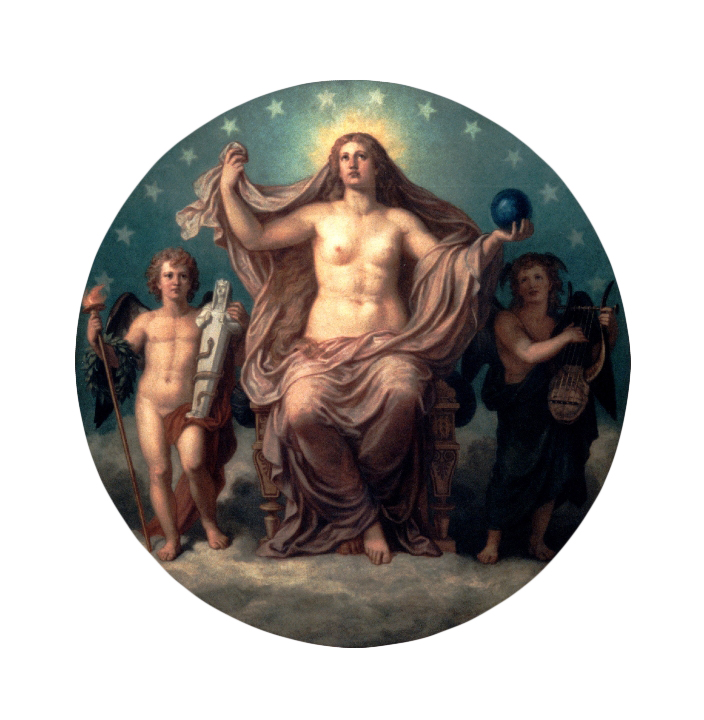
L'Afrodite Urania di Christian Griepenkerl (1878), patrona dell'"amore celeste".

In How to become a Berdache: Toward a unified analysis of gender diversity Will Roscoe scrive che:
Secondo Towle e Morgan:
Gli studiosi occidentali spesso non fanno alcuna distinzione tra persone del terzo genere e maschi; vengono pertanto molto spesso raggruppati insieme; solitamente essi utilizzano il ruolo di genere come un modo per spiegare le relazioni sessuali che possono anche instaurarsi tra i maschi e i rappresentanti del "terzo sesso".
Ad esempio analizzando le categorie di genere del "sesso non-normativo" così com'è inteso nel buddhismo theravada l'autore Peter A. Jackson riflette sul fatto apparente secondo cui all'interno delle prime comunità di bhikkhu, gli uomini che si impegnavano nel sesso anale ricettivo (vedi attivo, passivo e versatile nel sesso) erano visti come affetti da femminilizzazione e si pensava perciò fossero caratterizzati da ermafroditismo. Al contrario gli uomini che praticano il sesso orale non sono mai percepiti come oltrepassanti i confini di sesso/genere, ma piuttosto come impegnati in pratiche sessuali le quali seppur "anormali" pur tuttavia senza minacciare in alcuna maniera la loro esistenza di genere maschile.
Alcuni scrittori suggeriscono inoltre che un vero e proprio terzo genere è emerso intorno al 1700 in terra inglese: la sodomia maschile; secondo una tale analisi interpretativa questo evento è stato caratterizzato dall'emergere di una subcultura di maschi altamente effeminati e dei loro luoghi di incontro (le Molly house), nonché di un contemporaneo marcato aumento di ostilità proprio nei loro confronti.

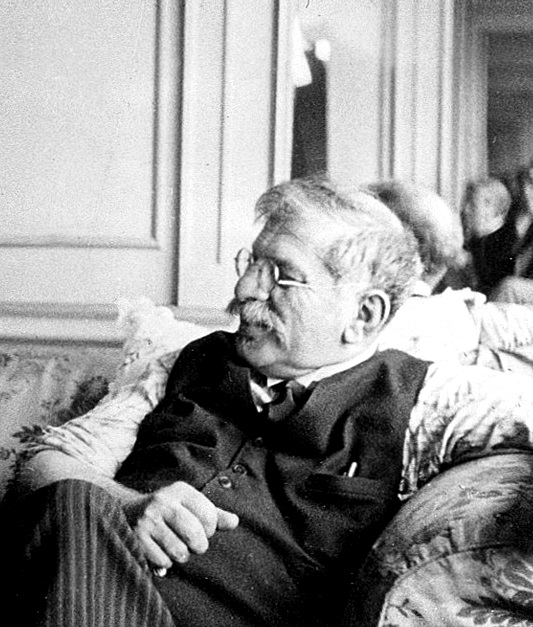
Magnus Hirschfeld, leader del Primo movimento omosessuale e protagonista della storia dell'omosessualità in Germania nonché uno dei teorici più accreditati del terzo sesso.

Le persone si descrivevano e/o autodefinivano come membri di un terzo sesso in Europa almeno dagli anni 1860, questo soprattutto grazie agli scritti di Karl Heinrich Ulrichs per poi proseguire verso la fine del XIX secolo con lo studioso tedesco di sessuologia Magnus Hirschfeld, John Addington Symonds, Edward Carpenter, Aimée Duc e altri ancora.
Questi primi attivisti e militanti impegnati descrivevano se stessi e tutti quelli come loro come di sesso "invertito" o "intermedio" e che vivevano il desiderio omosessuale; la loro opera di scrittura sosteneva inoltre la piena accettazione sociale di tali "intermedi sessuali". Molto citati risultarono essere i precedenti rinvenibili nella letteratura greca classica occidentale oltre che nella letteratura sanscrita orientale (vedi oltre).
Per gran parte del XX secolo il termine "terzo sesso" era un descrittore comune per omosessuali e anticonformisti di genere, ma dopo che le comunità di Gay liberation "uscite allo scoperto" negli anni 1970 a partire dal mondo anglosassone ed una crescente separazione dei concetti di orientamento sessuale e identità di genere, il termine cadde sempre più in disuso tra il rinnovato movimento LGBT, nella Cultura basata sul genere e sull'identità sessuale e dal favore della stessa opinione pubblica in generale.

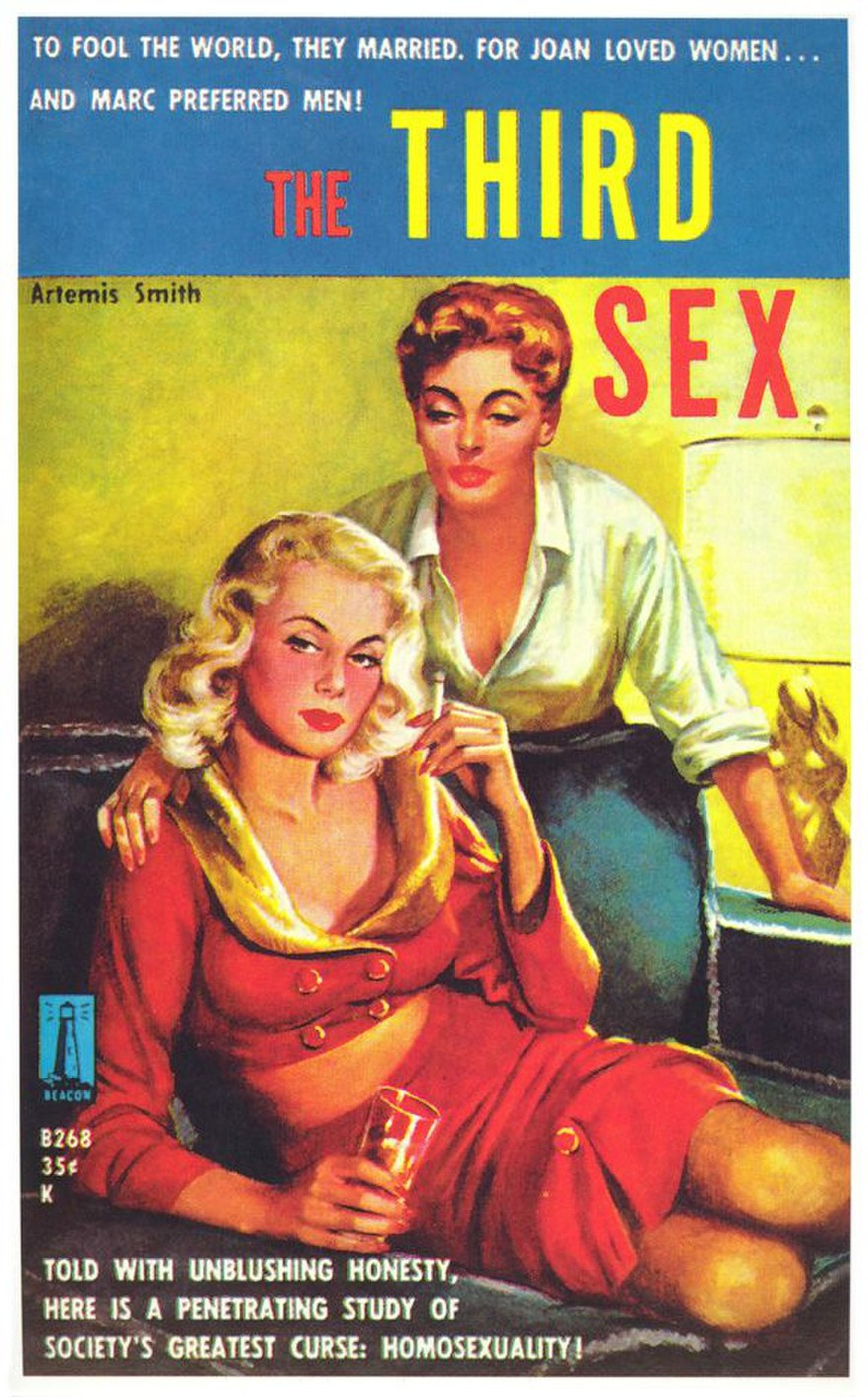
Copertina del romanzo Lesbian pulp fiction di Artemis Smith del 1959 The Third Sex.

Con la rinnovata esplorazione del genere che il femminismo, il movimento transgender moderno e la teoria queer hanno promosso, alcuni nell'Occidente contemporaneo hanno iniziato a definirsi di nuovo membri di un terzo sesso. Altre identità contemporanee che coprono un terreno simile includono il pangender, il bigender, il genderqueer, l'androgino, l'"intergender", l'"altro genere" e "di genere differente".

### Terzo genere e femminismo
Nell'impero tedesco di Guglielmo II di Germania i termini drittes Geschlecht ("terzo sesso") e Mannweib ("uomo-donna") erano anche usati per descrivere le femministe – sia dai loro oppositori che – a volte – dalle stesse interessate. Nel romanzo del 1899 di Ernst von Wolzogen intitolato proprio Das dritte Geschlecht (Il terzo sesso), le femministe sono ritratte come "neuter" con caratteristiche femminili esterne accompagnate però da una psiche maschile altamente menomata.

Riconoscimento legale del genere non-binario
Opzione non binaria/terzo genere disponibile solo come volontaria
Opzione volontaria solo per le persone caratterizzate da intersessualità
Obbligatoria per alcuni intersessesuali nati e in opzione volontaria
Obbligatorio per alcuni intersessuali nati
Opzione non binaria/terzo genere non legalmente riconosciuta o nessun dato

     Opzione non binaria/terzo genere disponibile solo come volontaria
     Opzione volontaria solo per le persone caratterizzate da intersessualità
     Obbligatoria per alcuni intersessesuali nati e in opzione volontaria
     Obbligatorio per alcuni intersessuali nati
     Opzione non binaria/terzo genere non legalmente riconosciuta o nessun dato

## Riconoscimento legale
Molti paesi hanno adottato una normazione per riconoscere alle identità di genere non-binario o intersessuali alcuni diritti o per autorizzarne il riconoscimento all'anagrafe e nei documenti di identità:
- Argentina[65]
- In Austria le persone intersessuali hanno diritto di ottenere una registrazione anagrafica “adeguata” alla loro identità sessuale[66]
- Australia[67][68][69]
- Bangladesh[70]
- Canada[71][72][73][74][75]
- Danimarca[76] [77][78][79]
- In Germania, dal 2019, è possibile indicare nell'atto di nascita che la persona nata intersessuale è di sesso "diverso".[80][81][82] Dal 1º novembre 2024 è possibile autodeterminarsi, se maggiorenni oppure se almeno 14enni con un tutore o un giudice concorde, come persone non-binarie sui documenti.[83]
- India: dal 2009 l'India riconosce il terzo sesso nelle liste elettorali e nei documenti di identità.[84] Il 15 aprile 2014 la Corte Suprema riconosce un terzo genere, diverso dai generi femminile e maschile come destinatari di quote riservte nel lavoro e nell'educazione[85][86]
- Islanda[87][88][89][90][91]
- Nepal[92][93][94]
- Nuova Zelanda: dal dicembre 2012, è disponibile l'opzione X ("indeterminato/non specificato") sui passaporti neozelandesi[95][96]
- Paesi Bassi[97]
- Pakistan[98][99][100][101][102]
- Regno Unito
- Stati Uniti
- Taiwan: nel 2018 il governo taiwanese ha annunciato che nel 2020 sarebbe stata aggiunta la possibilità di indicare "Terzo genere" come opzione nei documenti di identità, compreso il passaporto.[103][104]
- Thailandia
- Uruguay

## Società moderne senza riconoscimento legale
Anche le seguenti categorie di genere sono state descritte come un terzo genere:
Africa
- Etiopia meridionale: la cultura "Ashtime" del popolo Maale[105]
- Kenya: i "Mashoga" delle aree di lingua swahili della costa keniana, in particolare Mombasa[106].
- Repubblica Democratica del Congo: i "Mangaiko" tra il popolo Mbo[107].

Asia-Pacifico
- Micronesia: i "Palao'ana" in lingua chamorro, nelle Isole Marianne Settentrionali inclusa Guam[108].

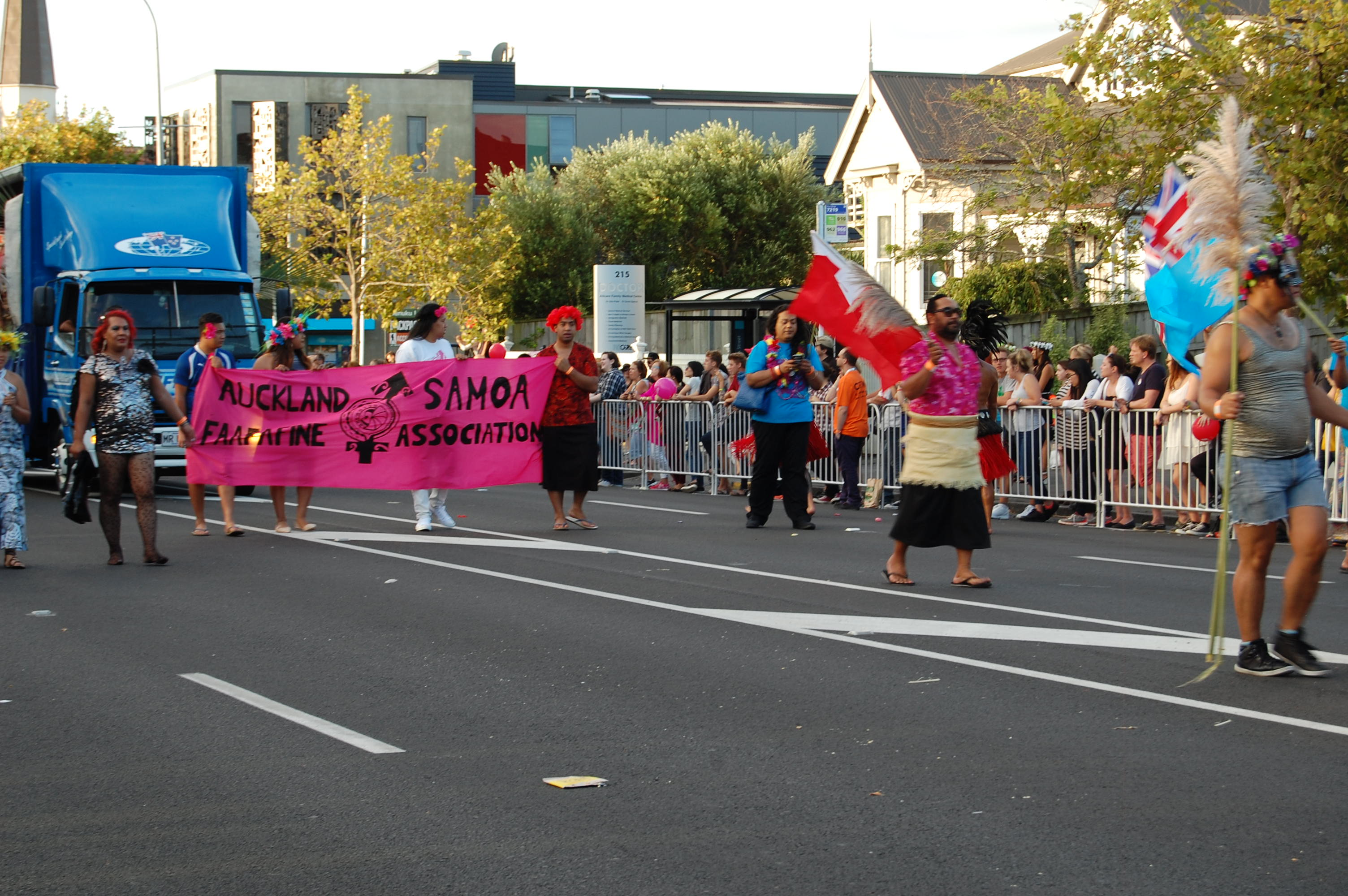
Collettivo Fa'afafine in marcia al Gay pride di Auckland nel 2016.

- Polinesia: i Fa'afafine (in lingua samoana)[109], i fakaleiti (in lingua tongana), i "Māhū wahine" (nella lingua hawaiana), i "mahu vahine" (in lingua tahitiana), i "whakawahine" (nella lingua māori della Nuova Zelanda) e gli akava'ine (nelle Isole Cook sempre tra i Maori)[110].
- Indonesia: quello del "Waria" è un tradizionale ruolo di genere esistente nella moderna nazione indonesiana[111]; inoltre la cultura Bugis di Sulawesi è stata descritta come avente tre sessi (maschio, femmina e intersessuale) e cinque generi con ruoli sociali ben distinti[2].
- In Giappone X-gender è un terzo genere o identità di genere noto come X ジ ェ ン ダ ー; esiste per tutte quelle persone che non sono espressamente maschili o femminili[112].
- Nelle Filippine un certo numero di identità locali di genere/sesso sono comunemente indicate come "terzo sesso" nel discorso popolare, nonché da alcuni studi accademici; i termini usati per identificarle (che sono da alcuni considerati dei dispregiativi) includono "baklâ" e "binabae" (in lingua tagalog), "bayot" (in lingua cebuana), "agi" (in lingua hiligaynon), "bantut" (in lingua tausug), "badíng" – tutti riferiti a uomini "omosessuali" o a donne-trans. La varianza di genere al femminile può venire altresì definita come "lakin-on" o "tomboy" (vedi maschiaccio)[113].

Europa
- Penisola balcanica: le "vergini giurate" (burrnesh)[13], donne che lavorano e si vestono da uomini e abitano in spazi destinati solo agli uomini, ma non si sposano.
- Inghilterra del XVIII secolo: i "Mollies" (da Molly house)[61]
- Inghilterra del XIX secolo: l'Uranismo[114]
- Femminiello: presente nella cultura popolare della città di Napoli[115]

America Latina e Caraibi

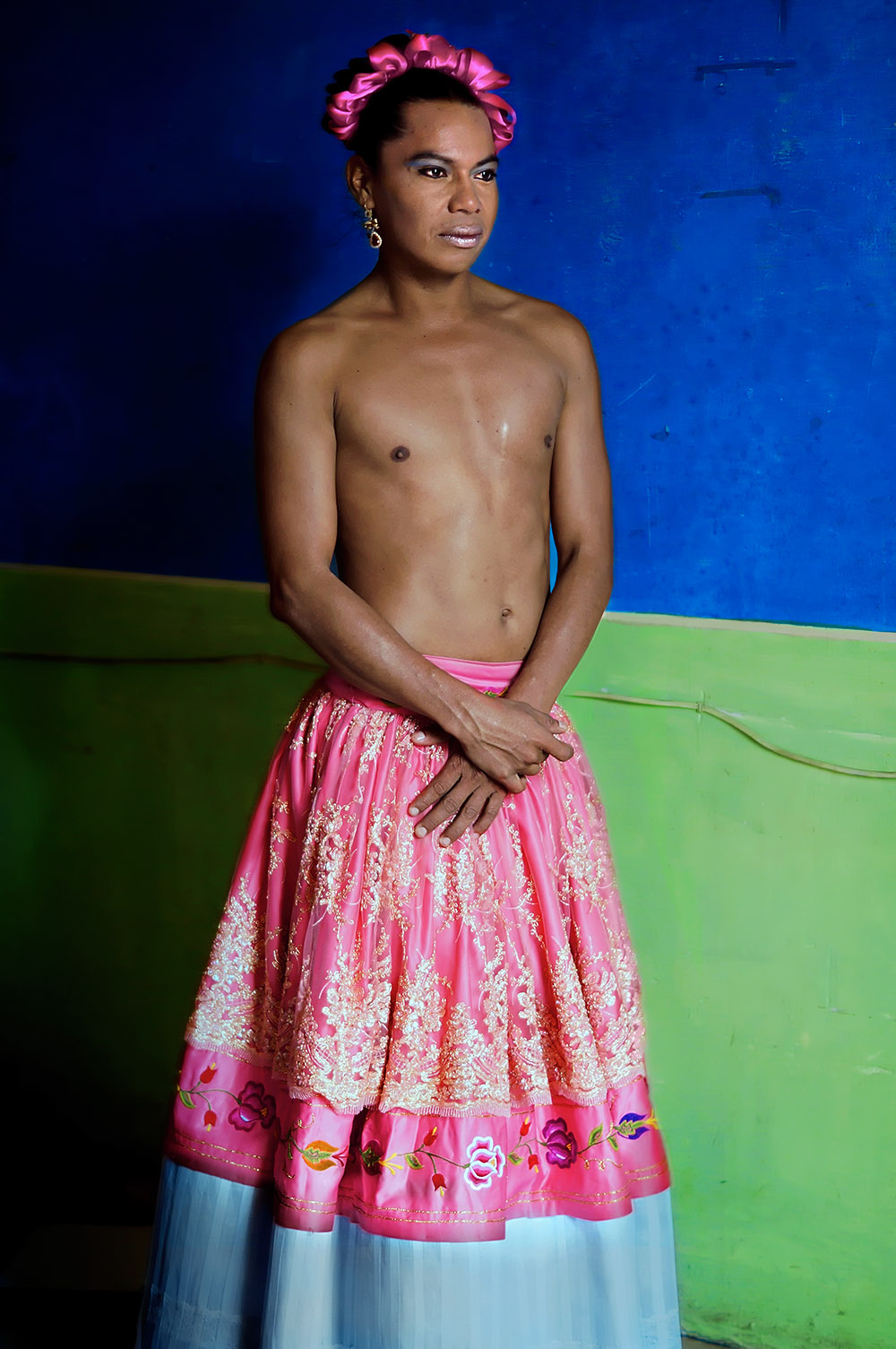
Un Muxe esperto di performance art a Oaxaca.

Messico del Sud: in molte comunità degli Zapotechi i ruoli del terzo genere sono molto spesso assai evidenti. I Muxe sono descritti come biologicamente maschili ma con chiare caratteristiche femminili; non sono considerati "omosessuali", ma piuttosto solamente un "altro genere".
Alcuni sposeranno donne e avranno famiglie; mentre altri invece formeranno relazioni stabili con uomini. Anche se è riconosciuto che questi individui hanno i corpi degli uomini, interpretano il genere in modo diverso rispetto agli uomini; non è un personaggio maschile, ma non è nemmeno un personaggio femminile quello che esibiscono ma, in generale, una combinazione dei due.
Lynn Stephen cita Jeffrey Rubin: "Di quegli uomini di spicco che si diceva fossero omosessuali e non adottassero l'identità muxe, si parlava in senso peggiorativo", suggerendo quindi che il ruolo di genere del muxe era ben più accettabile all'interno della comunità.
- A Teotitlán del Valle hanno la loro versione del muxe che chiamano "biza'ah"; secondo Stephen c'erano solo 7 individui in quella comunità considerati biza'ah rispetto al muxe, di cui invece ve ne erano molti di più. Proprio come il muxe erano comunque ben graditi e pienamente accettati nonché inseriti nella comunità. Il loro modo di camminare, di parlare e il lavoro che svolgono sono indicatori di riconoscimento dell'essere biza'ah[116].
- I Travesti dell'America Latina sono stati descritti come un terzo genere, anche se non tutti si vedono in questo modo. L'antropologo Don Kulick descrisse il lori mondo nel Brasile urbano come se avesse due categorie: "uomini" e "non uomini", con donne, omosessuali e dediti al travestitismo appartenenti a quest'ultima categoria[117].

Medio Oriente
- Oman: gli Xanith o khanith[118].

Culture native nordamericane

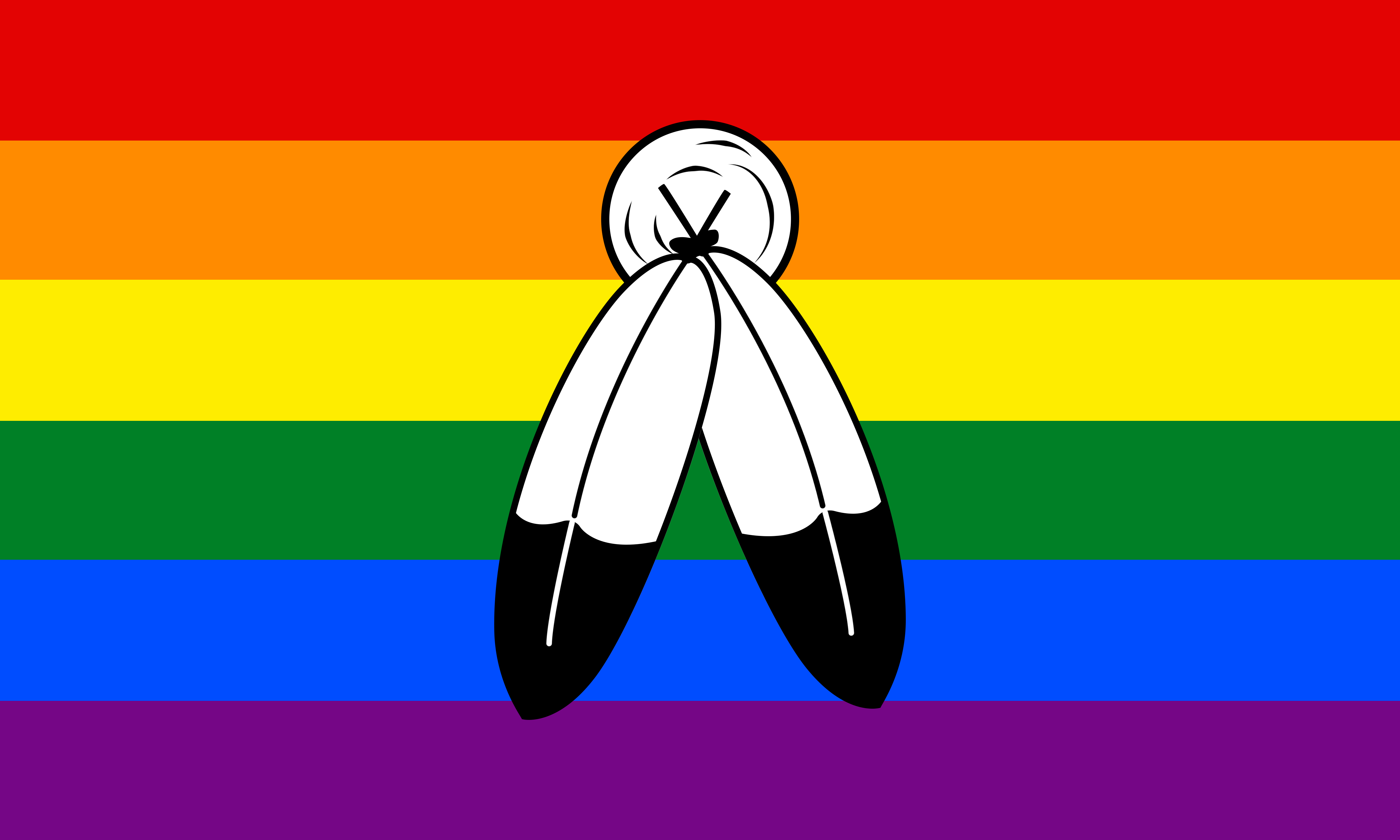
Simbologia LGBT: la bandiera dell'orgoglio Two Spirit.

Two Spirit è un'iperonimia usata da alcuni nativi americani per descrivere alcune persone particolarmente dotate di spiritualità – omosessuali, lesbiche, bisessuali e gli individui con varianza di genere – presenti all'interno delle loro comunità.
Il "Due Spiriti" differisce però dalla maggior parte delle definizioni occidentali mainstream sia della sessualità che dell'identità di genere, in quanto non si tratta tanto di "chi dorme con chi" o di come si identifica personalmente; piuttosto è un ruolo sacro, spirituale e cerimoniale del rito il quale viene riconosciuto e confermato dagli "Anziani della comunità cerimoniale dei Due Spiriti".
Mentre certuni hanno trovato il termine uno strumento utile per l'organizzazione inter-tribale, non tutte le culture native concettualizzano il genere o la sessualità in questo modo, ed anzi la maggior parte delle tribù usa i nomi propri della propria lingua. Sebbene i termini del panindianismo non siano sempre appropriati o benvenuti, questo specifico caso ha generalmente ricevuto più accettazione ed utilizzo generale rispetto al termine che è andato presto a sostituire.
Il 3º e il 4º ruolo di genere tradizionalmente incarnati da persone con due spiriti includono l'occupazione prescelta e la conseguente tipologia di abbigliamento così come vengono associati a uomini e donne diversificati e che quindi travestitismo con anche il crossdressing. Non tutte le tribù/nazioni hanno una forte rigidità di ruoli ma, tra quelli che invece la praticano, lo spettro che è stato solitamente documentato è quello di quattro generi: donna femminile, donna maschile, uomo femminile ed infine anche uomo maschile.

## Mito e storia

### Mesopotamia
Nella mitologia delle religioni della Mesopotamia, facente parte dei primi documenti scritti dell'umanità, vi si possono intravedere certi riferimenti ad alcuni tipi di persone che non sono considerati né uomini né donne.
In un mito cosmogonico di Sumer stilato su una tavoletta di pietra databile al II millennio a.C. (prima dell'era volgare) leggiamo che la Dea Ninhursag in un dato momento delle origini si mise a creare un essere "sprovvisto di organo maschile e senza organo femminile", per il quale Enki trova però una posizione consona da affidargli nella società: quella cioè di "stare di fronte al Re".
Nel mito della lingua accadica concernente Atraḫasis (circa 1700 a.ev) lo stesso Enki istruisce Nintu (Mami), la dea preposta alla nascita, sullo stabilire una "terza categoria tra la gente umana" oltre agli uomini e alle donne, la quale include i demoni che rubano i bambini, le donne che non sono in grado di portare a termine il parto e le sacerdotesse a cui è proibito avere dei figli.
Tra i Babilonesi, ma anche tra i Sumeri e gli Assiri, alcuni tipi di individui che svolgevano funzioni religiose al servizio di Inanna/Ištar sono stati descritti come un terzo genere a parte; lavoravano nell'ambito della prostituzione sacra o della Ierodulia, eseguivano danze estatiche, musica e spettacoli di teatro, indossavano maschere e avevano caratteristiche di genere assimilabili sia per le donne che per gli uomini.
Sempre tra i Sumeri gli furono dati i loro nomi appropriati in scrittura cuneiforme: ur.sal ("cane/uomo-donna") e kur.gar.ra (descritto anch'esso come un "maschio che è anche femmina") Gli studiosi contemporanei, sforzandosi di descriverli usando le categorie contemporanee di sesso/genere, li hanno variamente descritti come i "viventi come donne", o hanno usato descrittori interpretativi moderni quali ermafroditismo, eunuco, omosessualità, travestitismo, maschi caratterizzati da effeminatezza più una serie di altri termini e frasi.

### Antico Egitto
Frammenti e cocci di ceramica inscritti all'incirca a partire dal Medio Regno (2000-1800 a.ev) e rinvenuti nelle immediate vicinanze dell'antica Tebe (ora Luxor) elencano tre generi umani: il "tai" (maschio), il sḫt ("sekhet") e il "hmt" (femmina). Spesso il secondo viene tradotto come "eunuco", sebbene vi siano assai poche prove attestanti che tali individui abbiano effettivamente subito la castrazione.

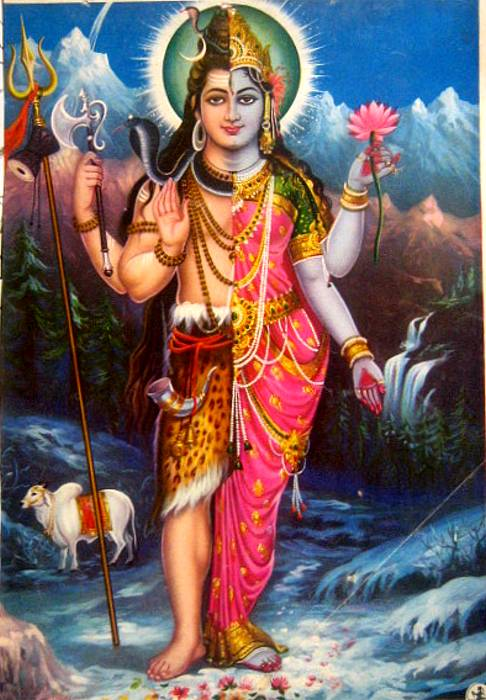
Il dio dell'induismo Śiva viene ancora oggi molto spesso rappresentato nella sua raffigurazione di Ardhanarishvara, ossia con una duplice natura sia maschile che femminile; generalmente la parte destra della divinità è di sesso biologico maschile, mentre quella sinistra è femminile.

### Cultura indiana
Riferimenti ad un terzo sesso possono essere trovati praticamente in tutti i testi delle tre più antiche tradizioni spirituali delle religioni indiane – Induismo, Giainismo e Buddhismo – e si può pertanto facilmente dedurre che la cultura rappresentativa della civiltà vedica riconobbe tre generi. I Veda (databili tra il 1500 e il 500 a.ev circa) descrivono gli individui come appartenenti ad una di queste tre categorie, ciò secondo la propria natura o Prakṛti.

Essi vengono anche enunciati nel manuale sessuale denominato Kāma Sūtra (IV secolo d.C.), ma anche altrove, come "pums-prakrti" (di natura maschile), "stri-prakrti" (di natura femminile) ed infine "tritiya-prakrti" (di terza natura); tali testi suggeriscono perciò che gli individui del terzo sesso erano ben noti già nel subcontinente indiano pre-moderno ed includevano persone con corpo maschile o con corpo femminile e gli intersessuali i quali assai spesso potevano essere ben riconosciuti fin dalla prima infanzia.
La presenza/esistenza d un terzo sesso viene discussa anche nell'antica legge indù oltre che nella medicina indiana, nella linguistica e nell'astrologia indiana. Il lavoro fondamentale della normazione indù, il Manusmṛti (le Leggi di Manu, 200 a.C-200 d.C.) spiega nella maniera che segue le origini biologiche dei tre sessi:
Il linguista e filosofo indiano Patañjali il cui lavoro fu prevalentemente incentrato sullo studio e commento della grammatica sanscrita, il Mahābhāṣya (circa 200 a.C.), afferma che i tre generi grammaticali della lingua sanscrita derivano per via diretta dai tre generi presenti già in natura. La prima grammatica della lingua tamil, il Tolkāppiyam (risalente per lo più al III secolo a.C) si riferisce agli ermafroditi come ad un terzo genere "neutro" (oltre ad una categoria femminile di "maschi privi del tutto di mascolinità").

Simbolo astronomico di Mercurio come simbolo di genere per il terzo genere.

Nell'astrologia vedica i nove pianeti visibili sono assegnati ciascuno ad uno dei tre generi; il terzo genere, "tritiya-prakrti", è associato a Mercurio, a Saturno e – in una particolare maniera – a Ketu (figura mitologica corrispondente a Nettuno. Nei Purāṇa vi sono ampi riferimenti a tre tipi di deva della musica e della danza: le Apsaras (femminili), i Gandharva (maschili) e i/le "kinnar" (neutri, gli odierni Hijra).
I due maggiori poemi epici sanscriti, il Rāmāyaṇa e il Mahābhārata, indicano con insistenza la presenza di un terzo genere esistente nell'antica società indiana; in alcune versioni del primo vastissimo testo viene detto in una parte della storia narrata che l'eroe Rāma (uno degli Avatāra di Visnù) si dirige verso l'esilio all'interno della foresta. A metà strada però scopre che la maggior parte della gente della sua città natale, Ayodhya, lo stava seguendo.
Disse allora a tutti i presenti: "Uomini e donne, tornate indietro" e con ciò quelli che erano "né uomini né donne" non sapevano più molto bene cosa dovessero fare, decidendo così alla fine di rimanere. Quando il principe divino ritornò dall'esilio svariati anni dopo li scoprì immobili ancora nello stesso identico luogo: ed ecco che allora li donò della propria benedizione, dicendo che "vi sarà un giorno in cui anche loro avranno una parte nel governare il mondo".

Nel Vinaya buddhista, codificato nella sua forma attuale intorno al II secolo a.C e che si dice tramandato dalla tradizione orale di Gautama Buddha stesso, vi sono quattro categorie principali di sesso/genere: i maschi, le femmine, gli "ubhatobyañjanaka" (persone di natura sessuale doppia/duplice) e i "Paṇḍaka" (persone di natura sessuale non normativa, forse originariamente denotando una carenza nella capacità sessuale (la potenza virile) maschile).
Quando la tradizione prese a svilupparsi ulteriormente il termine paṇḍaka venne a riferirsi ad una vasta categoria di terzo sesso che comprendeva sia le persone intersessuali che tutti quei maschi e femmine con attributi fisici o comportamentali che erano considerati incoerenti con le caratteristiche naturali dell'uomo e della donna.
Contrariamente a quanto viene spesso rappresentato in Occidente la sessualità omosessuale (specificamente recettiva/passiva nel sesso anale e attiva invece nel sesso orale) era il ruolo di genere assegnato nell'ambito dell'erotismo al terzo genere, pur non essendo questa la loro caratteristica distintiva assoluta e definitiva. Nell'antica civiltà della valle dell'Indo, così come nell'odierna cultura dell'India, il sistema sociale strutturato dominante faceva (e fa) una distinzione netta e specifica tra un "terzo genere che faceva sesso con un uomo" e gli "uomini che hanno rapporti sessuali con altri uomini".
Solamente in quest'ultimo caso ciò avrebbe anche potuto essere interpretato in una maniera negativa; ma in quanto sarebbe stato visto essenzialmente come un vero e proprio uomo/maschio (nel contesto occidentale moderno, come 'dritto-straight'/eterosessuale), non in quanto appartenente ad un terzo genere (nel contesto occidentale moderno 'gay').

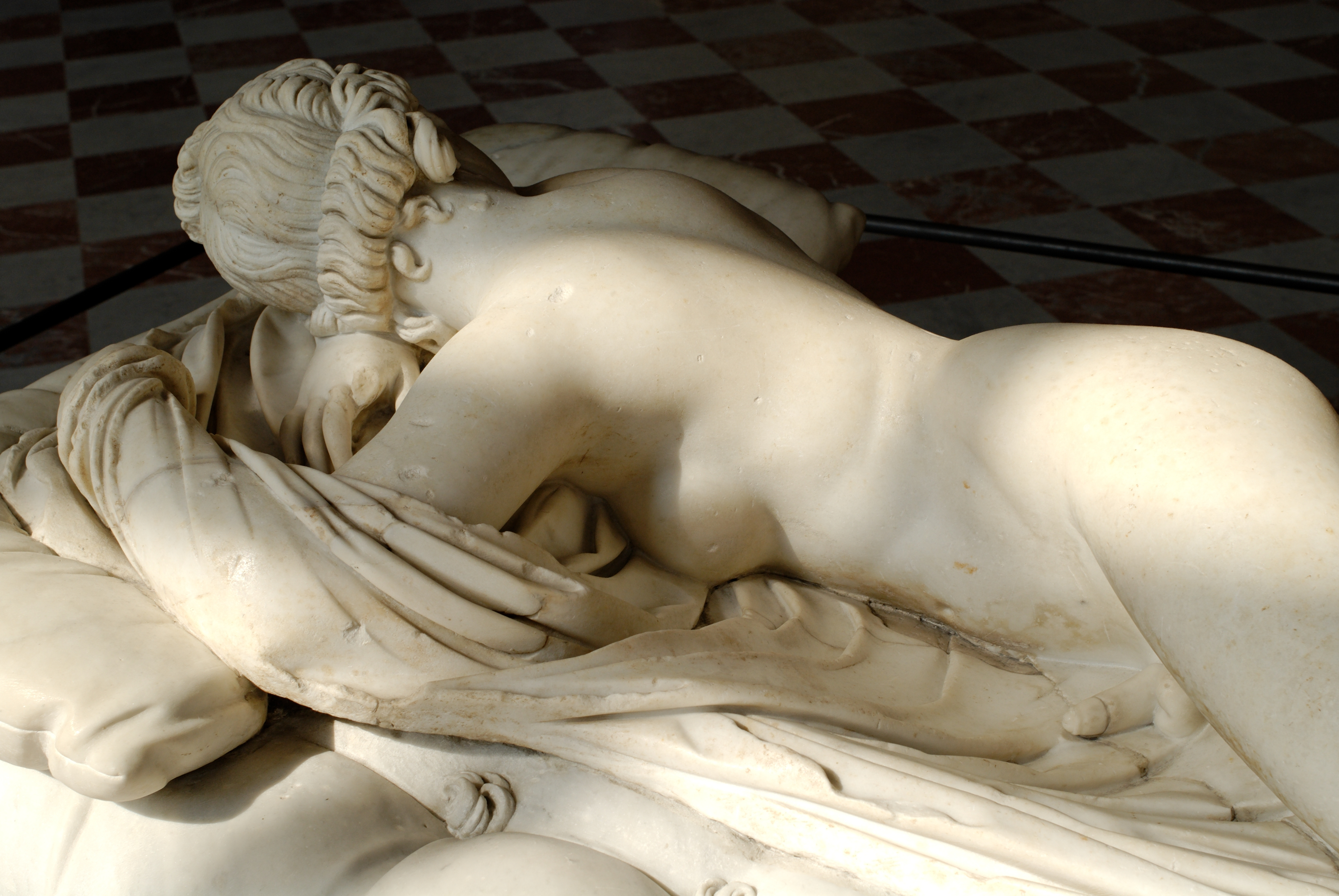
Copia romana del II secolo di una scultura greca. La figura è quella di Ermafrodito, da cui deriva la parola ermafroditismo. Ermafrodito dormiente di Gian Lorenzo Bernini al Museo del Louvre.

### Culture mediterranee
Nel Simposio di Platone, scritto intorno al IV secolo a.C., Aristofane riferisce un mito cosmogonico che coinvolge tre conformazioni sessuali originali: femminile, maschile e androgino. Vengono ad un certo punto divisi a metà da Zeus come punizione per la loro hybris/tracotanza, producendo così 4 differenti tipi di sesso /genere contemporanei i quali cercano di ricongiungersi eternamente con l'altra metà originaria perduta.
In questo racconto l'uomo e la donna eterosessuali moderni discendono dal sesso androgino originale, quindi ognuno cerca il differente da sé; mentre il mito di Ermafrodito coinvolge gli amanti eterosessuali che si fondono nuovamente nel loro sesso androgino primordiale.

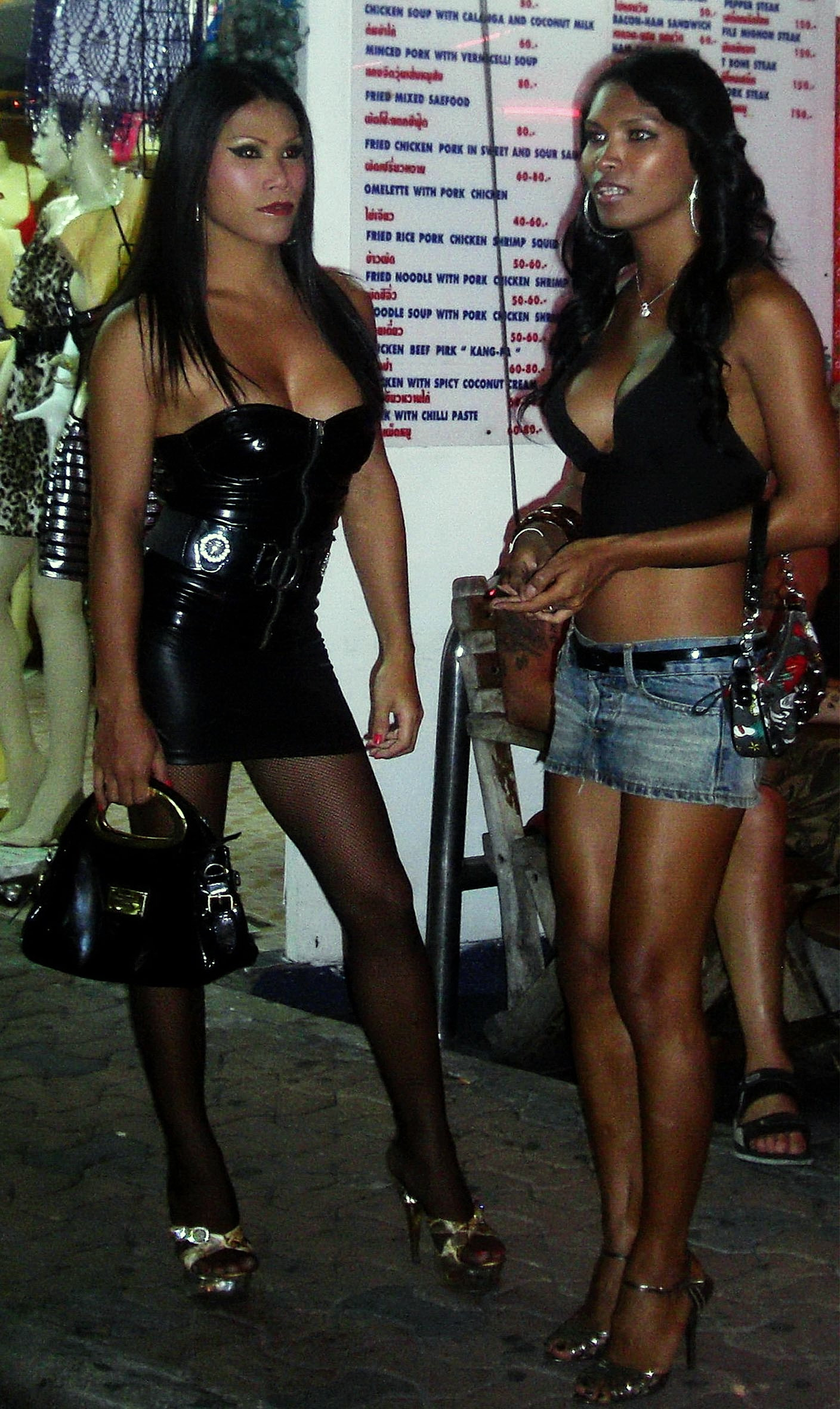
Kathoey thai.

Molti altri miti della creazione presenti in tutto il mondo condividono la credenza in tre sessi originali, come ad esempio quelli del Nord della Thailandia.
In molti hanno interpretato gli "eunuchi" del mondo antico del Mediterraneo orientale come un terzo genere che abitava uno spazio liminale/ai confini tra donne e uomini, inteso nelle loro stesse società come in un qualche modo "nessuno dei due" o altresì "entrambi in uno".

Nella Historia Augusta il corpo dell'eunuco viene descritto come "tertium genere omo" (un terzo genere umano) e nel 77 a.C. ad un eunuco di nome Genucius fu impedito di reclamare i beni lasciati a lui in un testamento, con la motivazione che si era volontariamente mutilato ("amputatis sui ipsius") e pertanto non era più né una donna né un uomo ("neque virorum neque mulierum numero").

Diversi studiosi hanno sostenuto che gli eunuchi raffigurati sia nella Tanakh che nel Nuovo Testamento erano intesi nel loro tempo come appartenenti ad un terzo genere, piuttosto che alle più recenti interpretazioni di un tipo di uomo il quale è stato evirato, o ad un simbolo o metafora della castità.

Il primo autentico teologo del nascente cristianesimo, Tertulliano, scrisse che Gesù stesso era un eunuco (questo nel 200 d.C.); ma egli notò poi anche l'esistenza di un terzo sesso ("tertium sexus") tra i pagani: "una terza razza nel sesso... fatta di maschio e femmina in uno".
Forse si riferiva al Gallo, il devoto "eunuco" della Dea della Frigia Cibele il quale è stato variamente descritto come appartenente ad un terzo sesso da diversi scrittori romani della letteratura latina.

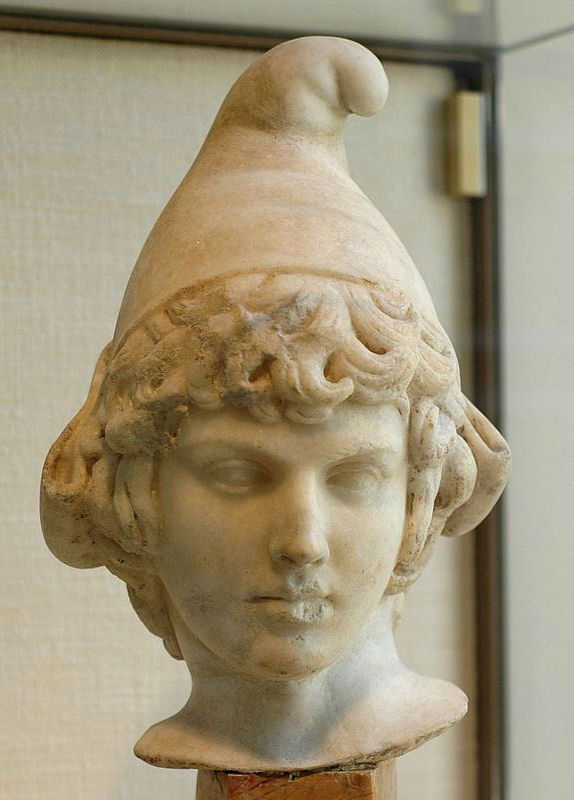
Busto di Attis con il berretto frigio: è il paredro di Cibele ma amato da Agdistis, quindi il suo servitore che, autoeviratosi, guida il carro della Dea.

### Terra d'Israele
Nell'antico Regno di Israele vi erano:
- Zachar: il maschio
- Nekeva: la femmina
- Androgynos: con genitali sia maschili che femminili (ed un eterno dubbio sul genere legale)
- Tumtum: con genitali nascosti dalla pelle (di genere sconosciuto, a meno che non sia stata rimossa la pelle)
- Aylonit: la femmina afflitta da sterilità. Con un apparato genitale femminile sterile.
- Sari: il maschio sottoposto a castrazione o naturalmente sterile (spesso tradotto come "eunuco")[148][149]

### America

#### Mesoamerica

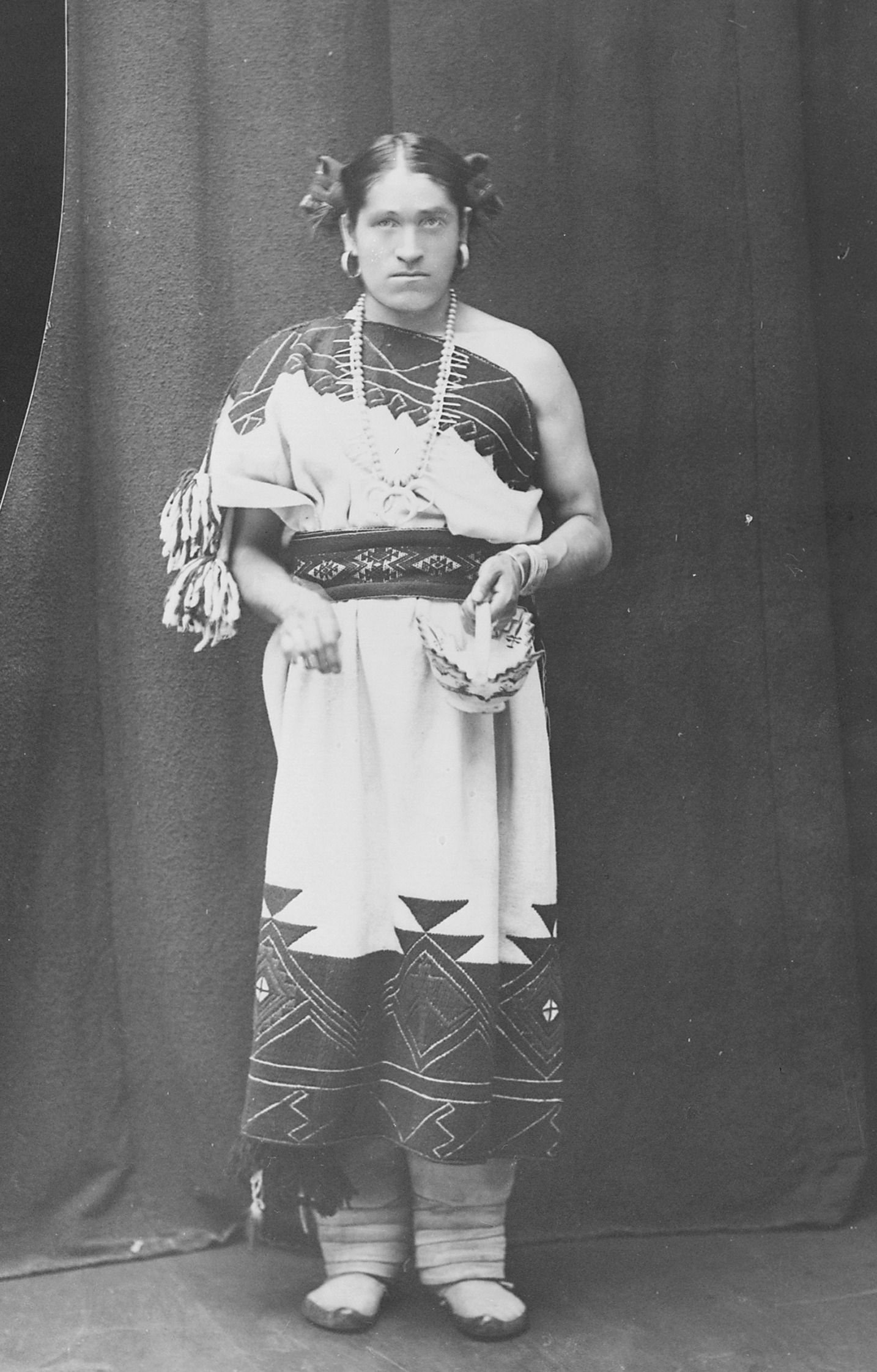
Un Two Spirit (berdache) dei nativi americani degli Stati Uniti d'America.

L'antica civiltà dei Maya potrebbe anch'essa aver riconosciuto un terzo genere all'interno del proprio sistema sociale, questo almeno secondo la valutazione espressa dallo storico Matthew Looper; egli difatti nota la presenza dell'androginia nella raffigurazione di Zea mays e nella divinità lunare mascolina della mitologia maya oltre che basandosi sull'iconografia e l'epigrafe in cui i governanti incarnano o impersonano queste divinità.
Suggerisce pertanto – in conclusione – che il terzo genere potrebbe aver incluso quegli individui caratterizzati o descritti come aventi "due spiriti" – in parallelo agli Two Spirit (dalla "doppia spiritualità") della tradizione dei nativi americani – e quindi con l'assunzione di ruoli speciali come quelli di guaritore o maestro di divinazione.
La studiosa di antropologia ed esperta di archeologia Miranda Stockett fa altresì notare che diversi scrittori hanno sentito il bisogno di andare oltre il quadro prefissato dei due generi – questo quando discute delle culture pre-ispaniche attraverso la mesoamerica – e conclude che i popoli degli Olmechi, degli Aztechi e Maya comprendono "più di due tipi di corpi e più di due tipi di genere". L'antropologa Rosemary Joyce si mostra d'accordo con l'analisi svolta dalla collega, scrivendo che:
Joyce nota inoltre che molte figure dell'arte mesoamericana vengono rappresentate con un apparato genitale maschile e al contempo con seni femminili, mentre suggerisce anche che le altre figure in cui sono esposti i petti e le cinture ma non il carattere sessuale primario o secondario) sono configurate in una maniera tale da poter rappresentare l'esistenza di un terzo sesso, il "genere ambiguo" per eccellenza ovvero quello dell'Androgino.

#### Inca
Lo studioso dell'"Institute of Andean Studies" Michael Horswell scrive che gli assistenti rituali di terzo genere a "chuqui chinchay", una divinità-giaguaro della religione inca, erano "attori vitali nelle cerimonie andine" prima della colonizzazione spagnola delle Americhe. Egli spiega tale fatto nel modo che segue:
Lo storico statunitense Richard Trexler fornisce un resoconto spagnolo di primo piano riguardante le figure religiose di terzo genere presenti nell'impero inca, questo nel suo libro del 1995 intitolato Sex and Conquest:

#### Illiniwek
Storicamente il popolo indigeno dell'Illinois Illiniwek ha sempre deciso quale dovesse essere il genere di appartenenza dei propri membri in base al comportamento da loro dimostrato a partire dalla prima infanzia; se cioè un bambino maschio utilizzava strumenti considerati "da donna", come una vanga o un'ascia invece di un arco, ecco che erano subito considerati come "uomini femminili" e pertanto appartenenti ad un terzo genere separato e distintivo. Il termine moderno utilizzato dal panindianismo per questo ruolo assegnato ed assunto nella vita è quello di "Two-Spirit".

#### Cultura Inuit
La religione degli Inuit artici afferma che uno dei primi sciamani era un essere di terzo genere conosciuto con il nome di "Itijjuaq" il quale scoprì il primo amuleto.

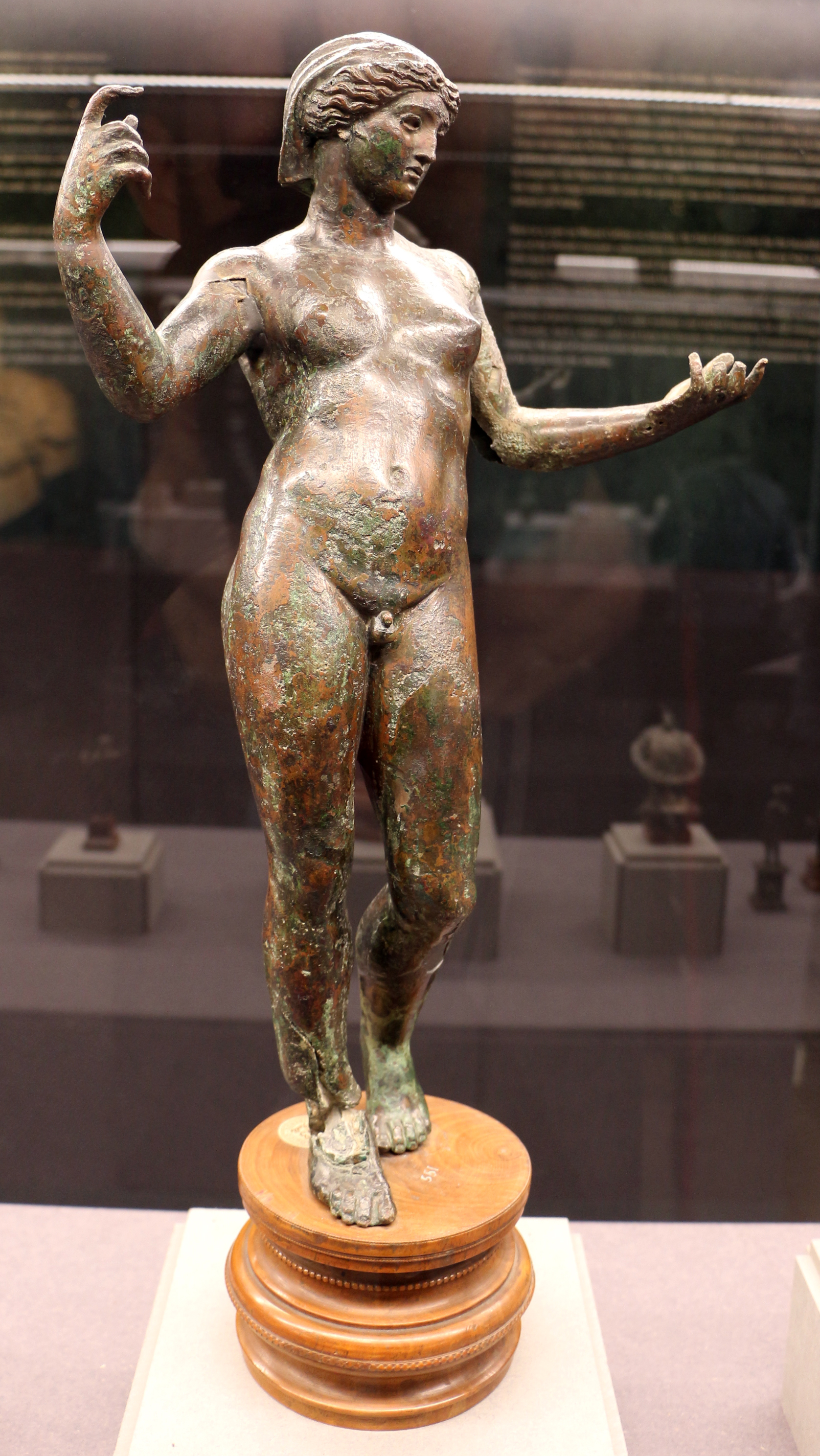
Un Ermafrodito al Museo archeologico nazionale di Firenze.

## Nelle arti e in letteratura
Nel romanzo del 1920 di David Lindsay intitolato A Voyage to Arcturus vi è un particolare tipo di essere chiamato "phaen", un terzo genere che non è attratto né dagli uomini né dalle donne ma da "Faceny" (il nome designato per indicare Shaping o Crystalman, il Demiurgo). I pronomi più appropriati sono pertanto "ae" e "aer" (usato nei nomi di famiglie di animali e piante e altri gruppi invece di "as" come nel plurale di molti nomi non naturali o non familiari).
"Mikaël" (in lingua italiana Desiderio del cuore), un film del 1924 diretto da Carl Theodor Dreyer, è stato anche mandato in sala col titolo di "Chained: La storia del terzo sesso" negli Stati Uniti d'America.
Il critico letterario Michael Maiwald identifica un "ideale del terzo sesso" in uno dei primi best seller afroamericani, Home to Harlem di Claude McKay (del 1928).
Il romanzo di Kurt Vonnegut del 1969 Mattatoio n. 5 o La crociata dei Bambini identifica sette sessi umani (non generi) nella quarta dimensione richiesta per la riproduzione tra cui uomini gay, donne sopra i 65 anni e neonati morti prima del loro primo compleanno. La razza esistente in uno dei suoi pianeti immaginari, Tralfamadore, possiede invece ben cinque sessi.

## Spiritualità
Come già accennato in precedenza nell'induismo Śiva continua fin dai tempi più remoti ad essere adorato come un Ardhanarishvara, cioè nella sua forma di metà-maschio e metà-femmina; il simbolo principale della divinità, conosciuto come "Shivalingam", in realtà comprende una combinazione di "Yoni" (la vagina) e "Linga" (il simbolismo fallico).
Al terzo genere sono stati attribuiti poteri spirituali dalla maggior parte delle società indigene e native tradizionali. A cavallo dell'era volgare culti maschili dedicati ad una qualche Dea fiorirono in tutta l'ampia regione che si estende dal Mar Mediterraneo all'Asia meridionale.

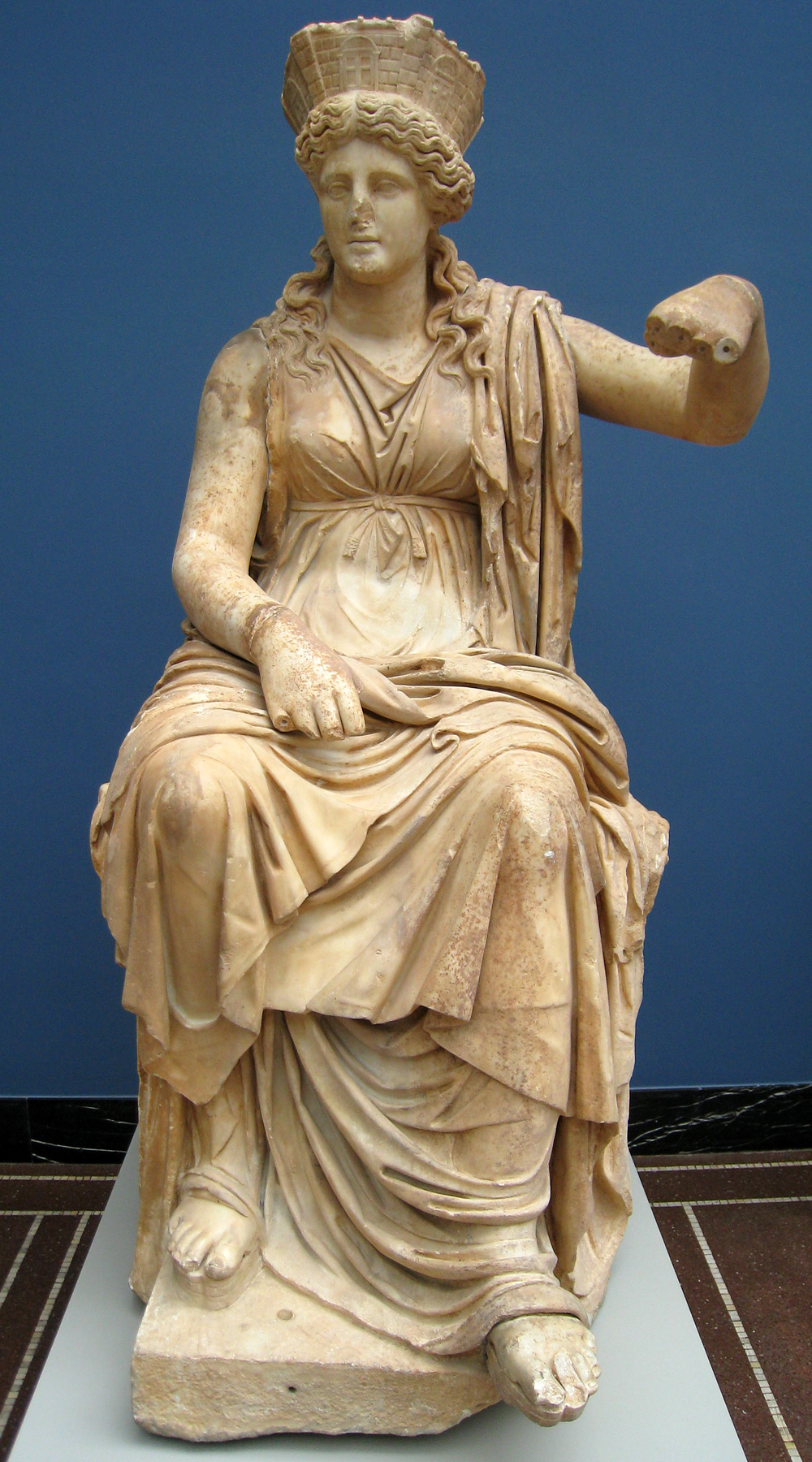
La Grande Dea Cibele veniva onorata dal proprio sacerdote Gallo il quale, colto da frenesia estatica, si autoevirava come atto di sacrificio a lei rivolto.

Mentre il Gallo ("kalū") di Cibele stava entrando sempre più profondamente nel tessuto sociale dell'Impero romano con impeto da autentico missionario i "kurgarrū" e gli "assinnu" continuavano a svolgere antichi riti nei templi della Mesopotamia; mentre i predecessori del terzo genere degli Hijra moderni erano chiaramente evidenti. Deve anche essere menzionata l'esistenza dei sacerdoti eunuchi di Artemide ad Efeso.

Per quel che concerne il "qedeshim" occidentale semitico, il maschio "prostituto del tempio", esso è noto per quanto se ne dice sia nella Tanakh che nei testi rinvenuti a Ugarit e risalenti al tardo II millennio a.C. Vi era poi il "keleb", sacerdote di Astarte presente a Kition e altrove.
Oltre al subcontinente indiano la moderna letteratura dell'etnografia documenta la varianza di genere sciamanica-sacerdotale praticamente nella totalità del Sud-est asiatico fino al Borneo e nel Sulawesi. Tutti questi ruoli trans-genere condividono i tratti della devozione per una figura divina femminile, la "trasgressione di genere" e il sesso anale ricettivo/passivo oltre a tecniche di estasi prodotte dal rito (per la guarigione, nel caso di kalū e i sacerdoti mesopotamici, per la fertilità in quello degli Hijra).
Infine vi poteva anche frequentemente essere una reale (o forse in certi casi solamente simbolica) castrazione volontaria nella sua qualità di offerta alla divinità in questione. La maggior parte della loro attività, ad un certo punto del processo storico, era fondata nei centri templari e, quindi, questa presenza faceva in definitiva parte integrante dell'amministrazione religioso-economica delle rispettive Città-Stato.

## Lista
- Kathoey[165]
- Fa'afafine[166]